# 치첸이트사
치첸이트사(스페인어: Chichén Itzá 치첸이트사[*]) 혹은 치첸이차(유카텍 마야어: Chiʼchʼèen Ìitshaʼ 치첸이차)는 멕시코 유카탄반도에 위치한 마야 문명의 도시이다.
치첸이트사는 북부 마야 저지의 주요 유적들 가운데 하나로, 마야 고전기 후기(AD 600 - 900)에 지어졌다. 다만 몇 백년에 걸쳐 지어진 도시이기에, 후기 마야 시대(AD 900 - 1200)의 초기 건축 양식풍도 어렵지 않게 찾아볼 수 있다. 치첸이트사에서는 중앙 멕시코 지역의 건축풍에서부터 북부 마야 저지대 건축풍에까지 다양한 건물들이 섞여있다. 초기 고고학계는 이와 같은 비-마야적 건축양식들이 타 지방에서 쳐들어온 정복자들의 영향을 받은 것이라고 여겼으나, 나중에 연구가 거듭됨에 따라 현재는 문화 전파에 의하여 이러한 타 지방의 양식들이 자연스레 마야 도시에 섞여들어온 것이라고 여기고 있다.
치첸이트사는 마야 문명의 도시들 중 가장 거대한 규모였으며, 이 때문에 후기 메소아메리카 문학에서 '잊혀진 신의 도시'라고 불릴 정도의 영광을 자랑했다. 최고 전성기 당시 치첸이트사는 마야 전체에서 가장 많은 인구를 가지고 있었으며, 타 지방들과 교역도 대단히 활발했다. 치첸이트사에 있는 다양한 건축양식들은 이와 같은 문화교류 때문인 것으로 추측된다.
치첸이트사 유적은 국유이며, 유적의 관리권은 멕시코 국립 인류학 역사 학회(National Institute of Anthropology and History)이 소유하고 있다. 다만 몇몇 신전들의 소재지는 사유지였으나, 2010년에 유카탄 주에서 이를 모두 사들였다.
치첸이트사는 멕시코에서 관광객들이 가장 많이 찾는 유적지로, 2017년 기준 260만 명이 이 곳을 다녀갔다.

## 이름
'치첸이트사'라는 단어는 마야어로 '이트사의 우물의 입 앞에'라는 뜻이다. 먼저 '치'라는 단어는 '입', 혹은 '모서리'를 의미하며, '첸'은 '우물을 의미한다. '이트사'는 당시 마야 문명에서 권력을 쥐고 있던 귀족 혈통들을 일컫던 말로, 소위 고귀한 피를 지닌 자들을 부르는 말이었다. '이트사'에 대한 또다른 번역은 '물의 소환'이라는 뜻으로, 해석하면 '물의 마법사' 정도로 이해할 수도 있다.

## 정치
1980년대의 몇몇 학자들은, 대부분의 고전시기 마야 도시와는 다르게 치첸이트사가 단일한 권력자나 가문에 의하여 지배되지 않았다고 주장했다. 그들은 대신 치첸이트사에서 귀족정이 이루어졌을 것이라 주장했는데, 귀족정이란 일부 엘리트 귀족 집단들 내에서 회의를 구성하여 이 회의에서 국사를 결정하는 정부 형태이다. 이 이론은 1990년대까지 큰 호응을 얻었으나, 최근의 연구 조사에 따르면 이 '귀족정'에 대한 증거의 신빙성이 점점 의심받고 있다. 현대 고고학계의 주류 의견은 치첸이트사도 타 도시들과 같이 단일한 지도자나 계승 가문들에 의하여 지도되었다는 것이다.

## 경제
치첸이트사는 전성기 당시에는 북부 유카탄반도에서 가장 거대한 경제 규모를 가지고 있었다. 북부 해안의 항구를 통하여 반도 순환 항로를 개척, 수로를 통하여 다른 도시들과 무역을 전개했고, 이로 인하여 중부 멕시코 지방에서 흑요석을, 남부 아메리카에서 금과 같은 희귀 광물들을 들여왔다.
기원후 900년과 1050년 사이에 치첸이트사는 북중부 유카탄반도 전체를 아우르는 거대한 왕국으로 떠올랐으며, 체리토스 섬을 주요 항구로 삼아 무역을 지속하였다.

## 역사

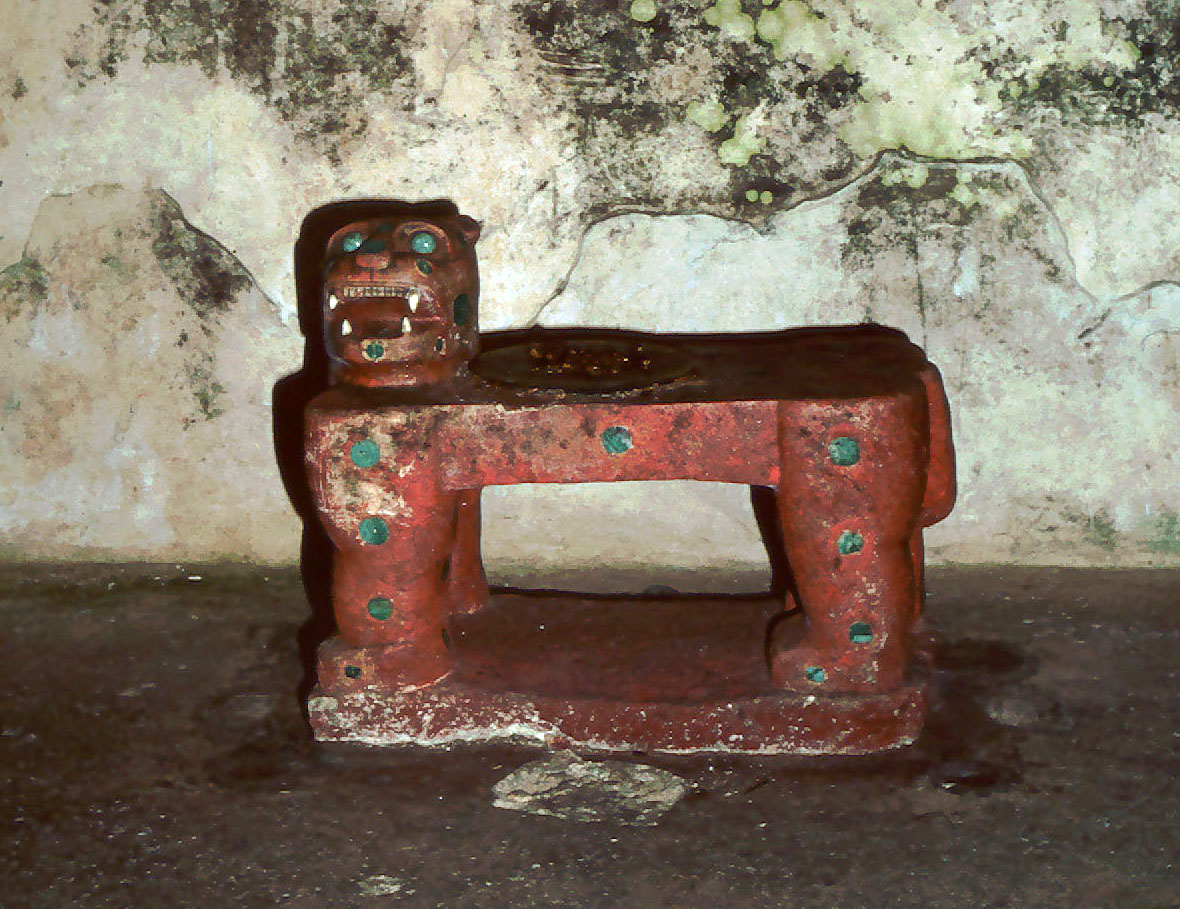
엘 카스티요 내부의 재규어 왕좌

치첸이트사의 초기 구조는 약 기원후 750년과 900년 사이에 대부분 만들어졌다. 다만 최종적인 기본 구조는 기원후 900년 경 이후에 대부분 확립되었다. 10세기에는 치첸이트사가 전성기에 다다라 유카탄반도 중부에서 북부 해안지대까지 아우르는 거대한 왕국으로 떠올랐으며, 그 영향력을 반도의 동부, 남부 해안 지대까지 뻗쳤다. 치첸이트사에서 발견된 가장 오래된 상형문자는 약 기원후 832년에 만들어진 것이며, 가장 나중에 만들어진 상형문자는 998년에 만들어진 것이다.

### 건설
초기 치첸이트사는 현재 츠톨록 세노테(석회암 구조에 생기는 자연 우물)의 남서쪽에 자리하고 있었다. 이 때 만들어진 건물들은 대부분 나중에 도시가 증축되며 파괴되었기에, 라스 몬자스와 천문대의 기반 구조에서나 겨우 그 풍을 찾아볼 수 있다.

### 발전
치첸이트사는 마야 초기 고전기(AD 600년)에 크게 발전하여, 지역을 아우르는 세력으로 떠올랐다. 이후 후기 고전기와 고전기 말기에는 유카탄반도 저지대 북부 지방에서 가장 강력한 중심지가 되었으며, 주변 지방의 정치적, 경제적, 사회적인 중심이 되었다. 다만 치첸이트사의 발전은 동시에 쇠퇴와도 연관이 되어있었으며, 특히 저지대 남부 지방의 강력한 도시들이 퇴락하기 시작하며 이 쇠퇴 속도가 더욱 가속화되었다.
치첸이트사가 크게 떠오르자, 치첸이트사 남쪽에 있던 도시 약스나(Yaxuna)와 동쪽에 자리잡은 도시 코바(Coba)는 동시에 쇠퇴하였다. 당시 약스나는 코바에게 경제적, 정치적으로 의존하며 동맹관계를 맺고 있던 구조였는데, 10세기 이후 코바가 몰락하고 영토 대부분을 상실하자, 약스나도 이에 따라 망국의 길을 걸었다. 다만 치첸이트사가 코바와 약스나의 멸망에 직접적으로 관여하였다는 설도 힘을 얻고 있다.

### 쇠퇴
식민지 시대에 발견된 마야 시대의 기록에 의하면, 마야판의 지도자였던 후낙 크레엘(Huanc Ceel)이 13세기에 치첸이트사를 점령하였다고 밝혔다. 당시 후낙 크레엘은 자신이 권력을 잡을 것을 스스로 예언했다는 것으로 유명하였다. 당시 관습에 따르면 한 특정한 깊은 우물 속에 빠졌다가 다시 살아 땅 밖으로 올라온 사람은 예언의 능력을 갖게 된다는 속설이 있었다. 다만 그 때까지 살아 돌아온 사람이 없었기에 이 설을 입증할 생존자는 없었던 형편이었다. 후낙 크레엘은 자신이 처음으로 이 우물 속에서 살아나올 사람이 될 것이라고 큰소리를 쳤고, 결국 우물 속에 떨어졌다가 다시 올라와 자신이 권력을 가질 것이라고 선포하였다. 사람들은 후낙 크레엘이 예언 능력을 가졌다고 믿었기에, 이 말을 곧이곧대로 받아들였다고 한다.
치첸이트사가 대규모로 약탈되었다는 증거는 도시 곳곳에서 심심찮게 찾아볼 수 있다. 다만 이 약탈이 위의 내용처럼 마야판 군대에 의하여 이루어진 것인가에 대해서는 이견이 있는데, 이는 마야판의 최전성기 당시 이미 치첸이트사는 옛 영광을 잃어버리고 몰락하던 시기였기 때문이다. 하지만 도시의 약탈 흔적들은 대부분 1100년대에 만들어진 것들인데, 이는 마야판이 발흥하기 전 시대이라는 것이다. 다만 확실한 것은 치첸이트사가 1100년대에 서서히 몰락하기 시작했다는 것이고, 마야판에서 추가적으로 발굴 작업이 이루어질 경우 이에 대한 추가적인 학설이 나올 것으로 추정된다.
치첸이트사의 주 지배층이 몰락하고 거의 대부분의 도시 활동이 중단된 후에도 얼마 동안 치첸이트사에는 상당히 작은 규모의 인원이 거주했던 것으로 보인다. 스페인 정복자들이 도착했을 무렵 치첸이트사에는 여전히 몇몇 마을 주민들이 거주하고 있었는데, 다만 이 주민들이 치첸이트사에 머무르고 있었던 것인지, 아니면 치첸이트사 주변의 소규모 마을에서 살고 있었던 것인지는 확실치 않다. 다만 여전히 치첸이트사 지역은 타 지방들에 비해 그 인구가 훨씬 많은 지역이었기에, 스페인 정부는 이 곳에 수도를 짓고 원주민들을 다스렸으며, 이후 식민지 시대에서 벗어난 이후에도 한동안 순례 중심지로 번성했다.

### 스페인 정복기
1526년에 스페인의 정복자 프란시스코 데 몬테조(코르테스 원정에 참여했던 군인)는 스페인 국왕에게 탄원을 넣어 자신이 유카탄반도를 정복할 수 있게 해달라고 요청했고, 이는 얼마 안 있어 국왕의 허가를 받았다. 그의 첫 원정은 1527년에 시작되었고, 이때 유카탄반도 대부분을 점령하였다. 이후 그는 현재의 칸쿤에 작은 요새 도시를 세워 식민화했고, 1531년에 다시 군대를 이끌고 돌아와 서부 해안 캄페체 주에 대대적인 본진을 세웠다. 그는 그의 아들을 파견하여 유카탄반도의 점령을 확실하게 하도록 명령하였고, 당시의 목표는 치첸이트사를 완벽히 점령하여 그 곳에 식민지의 새 수도를 세우는 일이었다.
몬테조의 아들은 치첸이트사에 도착한 직후 그 곳을 치우다드 레알(Ciudad Real)로 개명했다. 식민지 작업 초기에 스페인 군대는 원주민들의 별다른 저항을 받지 않았으나, 스페인인들이 점차 도시와 주변 땅을 갈라 군사들에게 나누어 준 다음, 벽을 치고 출입을 제한하자 원주민들의 분노는 점차 커져갔다. 이후 원주민들은 그들을 공격했고 해안 쪽의 보급선을 끊어내는 것에 성공했다. 스페인 군대는 치첸이트사의 폐허 속에서 공성을 벌이는 수밖에 없었고, 몬테조의 아들은 몇 달을 도움을 기다리며 이 안에서 버텼으나 아무런 지원군도 도착하지 않았다. 결국 그는 공성을 포기하고 밖으로 나와 싸우는 것을 택했으나, 계략은 대실패했고 그는 휘하 150여 명의 군사들을 모두 잃고 1534년에 가까스로 도시를 버리고 도망쳐야 했다. 1535년에는 유카탄반도 전체에서 스페인 군대가 쫓겨났다.
몬테조는 1535년에 반도에서 쫓겨난 직후 끊임없이 기회를 노렸고, 마야 부족들을 분열시키는 데에 성공하여 원주민-스페인 연합군을 만들어 결국 유카탄반도를 재점령하는 데에 성공한다. 스페인 국왕은 그의 공로를 인정하여 치첸이트사 지역을 그에게 주었고, 이 곳은 이후 소 목장으로 쓰이게 되었다.

### 현대

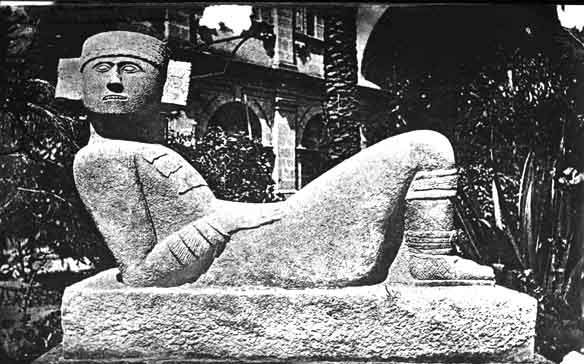
치첸이트사의 차크물

1843년, 치첸이트사는 그 거대한 규모와 아름다움으로 인해 서구인들의 관심사로 떠올랐다. 존 로이드 스티븐스는 '유카탄 여행의 사건들(Incidents of Travel in Yucatan)'을 집필하였는데, 이 집필 과정에서 그는 유카탄반도와 그에 있는 먀야 문명의 옛 도시들을 방문하게 된다. 이 때 그는 치첸이트사도 방문했으며, 이에 대한 감상과 견문을 적어 출판하였다. 이 책은 그 인기를 얻었으며, 이후 유럽인들의 마야 문명에 대한 막연한 호기심이 일어나게 되었다. 1860년, 데지레 차나이가 치첸이트사를 발굴 조사하였고, 수없이 많은 사진들을 현상하여 이를 모아 1863년에 출판하였다.
1875년, 아우구스투스 레 플롱에온이 치첸이트사를 방문하였고, 이 때 다리가 굽혀져 있고, 등쪽으로 누워 있으며 배 위에 접시를 얹고 있는 독특한 모양의 제단 조각상을 발견한다. 그는 이 조각상을 '차크물(Chacmool)'이라고 이름붙였고, 이후 이는 메소아메리카 지방에서 이와 비슷한 형태의 조각상들을 통칭하는 일반적인 용어로 굳어졌다. 테오버트 말러는 1880년대에 몇 주를 치첸이트사에서 보냈으며, 이때 조사작업과 함께 방대한 규모의 사진을 찍어 보관하였다. 1894년에는 유카탄반도에 파견된 미국의 외교관이자 학자 에드워드 허버트 톰슨은 치첸이트사의 유적이 포함된 아시엔다를 사들였다. 이후 고대 마야 문명에 흥미를 갖게 된 톰슨은 30여 년동안 마야 문명사 연구에 몸을 바쳤고, 이 때 그의 업적으로 인하여 치첸이트사에서 가장 오래된 조각들과 로사리오(대신관의 신전)에서 몇몇 무덤들이 새롭게 발굴되었다. 톰슨은 이뿐만 아니라 '성스러운 샘(Cenote Sagrado)'를 1904년에 준설한 것으로도 유명하다. 그는 이 때 샘 밑바닥에서 황금, 은, 옥으로 된 유물들을 다수 찾아냈으며, 이 때의 작업으로 인하여 고대 마야인들의 의복과 목제 가구들이 어떤 모양이었는지에 대하여 추측할 수 있게 되었다. 톰슨은 이 유물들을 배에 실어 하버드 대학교의 피바디 박물관으로 보냈다.
1913년, 카네기 재단의 협조 아래 고고학자 실바누스 G. 몰리는 치첸이트사에서 장기 프로젝트를 실시하였으나, 멕시코 혁명과 그로 인한 정치적 혼란, 그리고 제 1차 세계대전으로 인해 흐지부지되었다. 1923년 멕시코 정부는 카네기 재단에게 10년 한도로 미국 고고학자들이 치첸이트사를 발굴하고 복구하는 것을 허가하였다. 이 때 미국은 전사의 신전과 천문대 등 주요 건물들을 복구하였다. 이 때 멕시코 정부는 엘 카스티요(쿠쿨칸의 신전)와 공놀이 경기장을 발굴하였다.
1926년 멕시코 정부는 에드워드 톰슨을 치첸이트사의 유물들을 국외로 반출한 혐의로 기소하였고, 그의 아시엔다 등 사유 재산을 압류하였다. 당시 미국에 돌아가 있었던 톰슨은 이로 인해 다시는 유카탄반도로 돌아오지 못했고, 미국에서 마야 문명에 대한 그의 연구를 수집, 정리하여 1932년에 출판하였다. 참고로 에드워드 톰슨은 1935년에 뉴저지 주에서 사망하였다. 1944년 멕시코 최고 법원은 톰슨에게 무죄를 판결하였고, 치첸이트사의 톰슨 소유 토지를 톰슨의 자손들에게 돌려줄 것을 판결하였다. 다만 톰슨의 유족들은 그 땅을 관광 사업가 페르난도 페온에게 팔아넘겼다.
이후 성스러운 우물을 재발굴하려는 시도는 1961년과 1967년에 한번씩, 총 2번 있었다. 첫 번째 조사작업은 내셔널 지오그래픽의 감독 아래 이루어졌고, 두 번째 작업은 개인 투자자의 협조로 이루어졌다. 다만 2차례의 작업 모두 멕시코 국립 인류학 역사 학회(INAH)의 지휘 하에 이루어졌으며, 이 때 치첸이트사의 타 신전들과 유적들, 예를 들어 오사리오(대신관의 신전)을 동시에 발굴하고 복원 작업을 진행하였다.

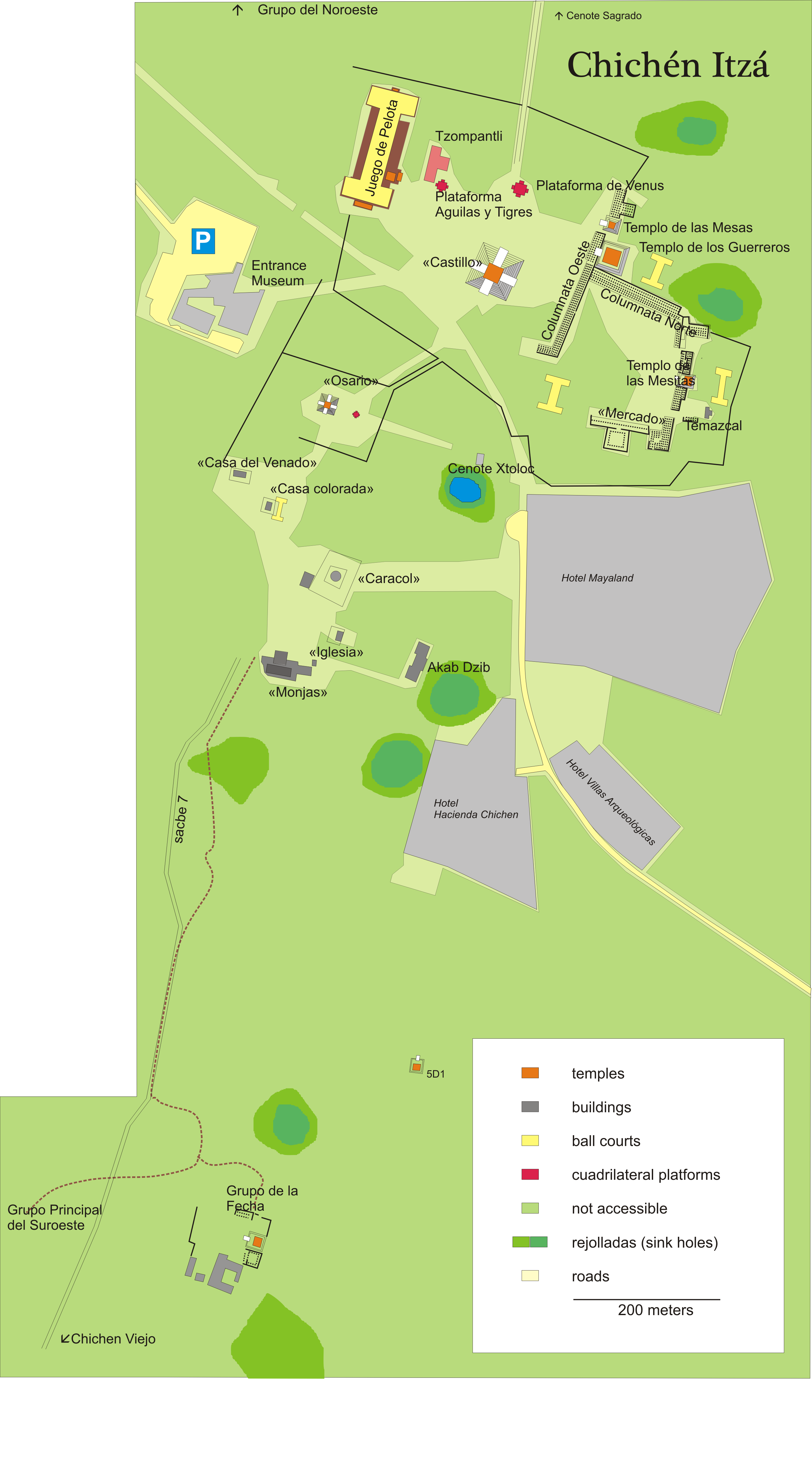
치첸이트사

## 유적 구조
치첸이트사는 마야 도시들 가운데 가장 거대한 규모로, 대략 5 제곱 킬로미터의 면적을 복잡하게 지어진 석조 신전들과 폐허들이 차지하고 있다. 다만 거주지역은 이보다 더 멀리 뻗어 있을 가능성이 높은데, 이는 당시의 일반적인 가옥들은 다 나무로 지어졌기에 오랜 시간이 흐른 지금은 대부분 썩어 없어졌을 것이기 때문이다. 도시는 지어질 적부터 주요 건축물들을 짓기 위하여 권역을 나누어 그 높이를 달리했기 때문에 다층으로 구분되어 있다. 특히 엘 카스티요, 라스 몬자스, 오사리오 등이 있는 남서쪽 권역 건물들을 지을 때에는 그 기반을 다지는 데에만 막대한 노력이 필요했을 것으로 추정된다.
치첸이트사에는 보존 상태가 매우 좋은 것에서부터 거의 허물어진 폐허까지 다양한 건물들이 혼재되어 있다. 다만 몇몇 건물들은 현대에 들어와 복원되기도 하였다. 이 석조 건물들은 대부분이 석조 보도로 이어져 있으며, 고고학자들의 연구 결과 약 80여 개에 달하는 보도들이 도시 중심부에서부터 뻗어나와 곳곳에 깔려있다고 밝혀졌다. 현재 우리가 볼 수 있는 건물들은 대부분 칠이 벗겨졌지만, 한 때 치첸이트사의 전성기에는 이 건물들에 붉은색, 초록색, 푸른색, 보라색 등 화려한 색들이 다채롭게 칠해져 있었다. 염료들은 당시 주위에서 가장 쉽게 구할 수 있었던 것으로 만들어진 것으로 추정된다. 치첸이트사의 힘이 최고조에 달했을 때에는 도시 전체가 마치 현재의 유럽 대성당과 같이 화려하고 웅장한 느낌을 주었을 것이며, 눈이 어지러울 정도로 수많은 장식들이 붙어있었을 것이다. 특히 마야 문명에서 화려한 색깔은 부와 권력을 상징하는 것이었기에, 마야 시대의 건물들은 대다수가 화려한 색으로 칠해져 있었던 것이다.
치첸이트사의 건축 방식은 북부 유카탄반도의 푹 지방의 방식과 체네스 건축 양식 등을 포함하여 상당히 여러 개로 나뉜다. 치첸이트사의 건물들은 대부분 비슷한 건축 양식들끼리 모여있으며, 각각의 권역들은 낮은 높이의 돌담으로 구분되어 있다. 이 권역들 중 가장 잘 알려진 세 권역에는 엘 카스티요와 공놀이 경기장, 전사의 신전 등을 포함한 '대 북부 권역(Great North Platform)', 오사리오와 츠톨록 피라미드를 포함한 오사리오 그룹(Osario Group), 천문대와 라스 몬자스, 아캅 디집(Akab Dzib) 등을 포함한 중앙 유적군(Central Group)이 있다.
라스 몬자스 남쪽에는 치첸 비에조(구 치첸)이라는 구역이 있는데, 이는 고고학자들에게만 개방되어 있다. 이 구역에는 남근 신전, 원숭이 신전, 올빼미 신전, 큰 거북 제단 등이 있다고 한다.

### 권역

#### 대 북부 권역

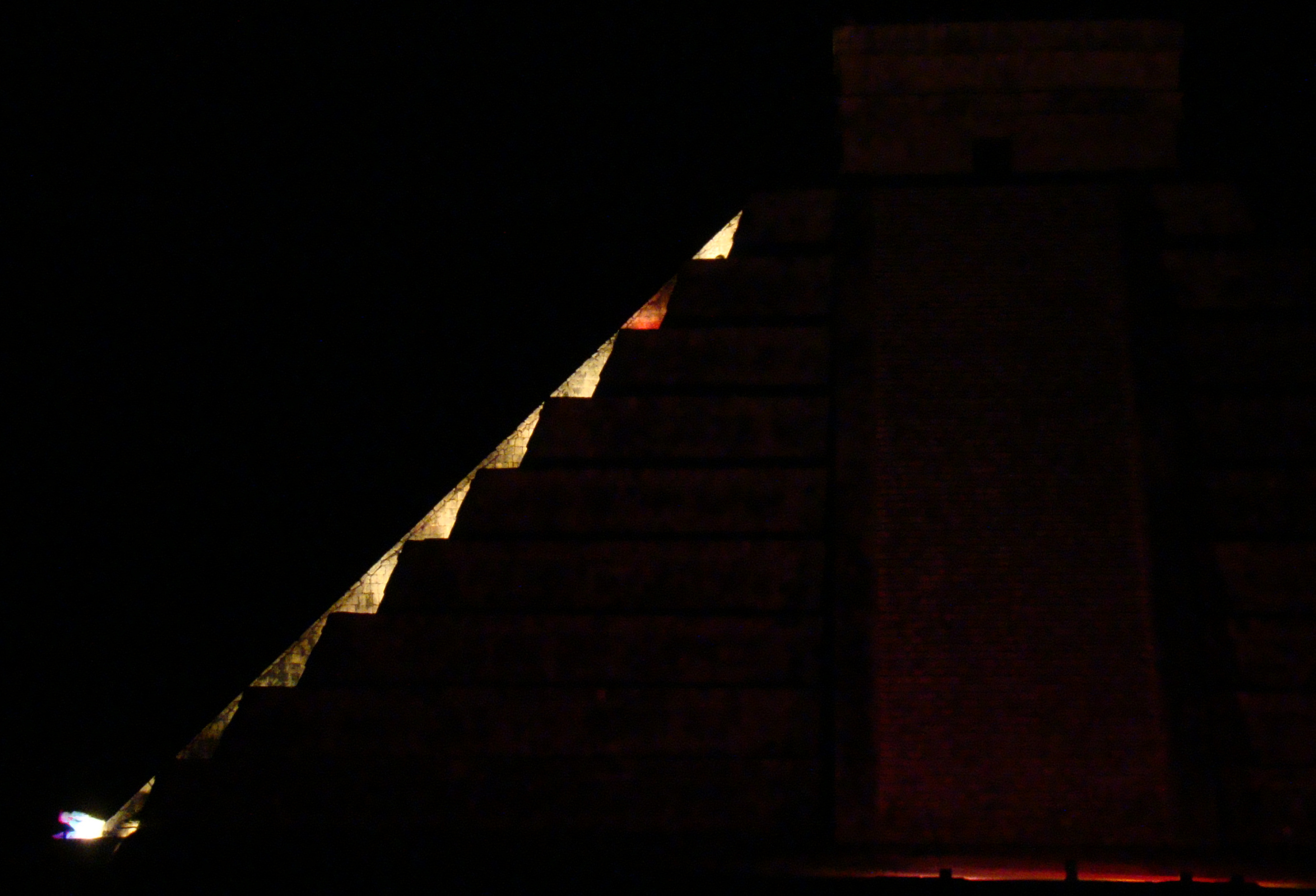
엘 카스티요의 뱀 조각

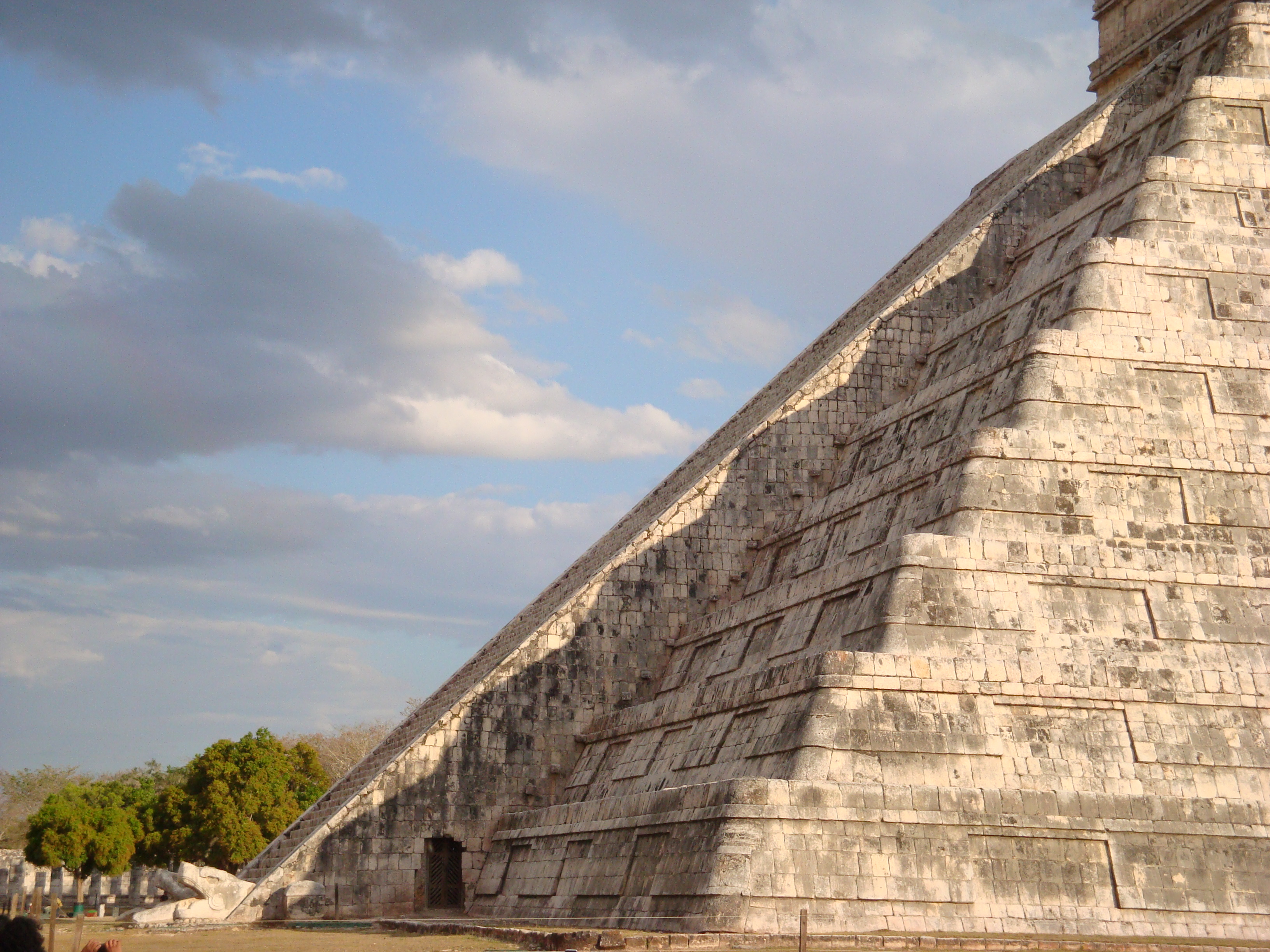
추분에 본 엘 카스티요

##### 엘 카스티요(쿠쿨칸의 신전)
치첸이트사의 대 북부 권역의 중심 건물은 엘 카스티요이다. 쿠쿨칸이란 마야의 깃털이 달린 뱀신으로, 아스텍 제국의 케찰코아틀과 비슷한 위치에 있다. 쿠쿨칸의 신전은 흔히 '엘 카스티요(El Castillo)'로도 자주 불리는데, 스페인어로 카스티요란 '성채'라는 뜻이며 이 곳에 처음 도착한 스페인 군대가 그 웅장한 모습이 마치 성채와 같다고 하여 붙인 이름이다. 이 계단식 피라미드는 약 30m의 높이를 자랑하고, 9개의 층으로 된 테라스로 이루어져 있다. 이 테라스들은 각각이 약 2.57m이고, 정상에 있는 신전은 그 높이가 약 6m이다.
피라미드 바닥의 한 면은 약 55.3m이고, 피라미드 사면 전체의 경사각은 대략 53°이다. 다만 면마다 경사각이 조금씩 다르다. 피라미드의 네 면에는 각각 정상으로 올라가는 계단들이 하나씩 만들어져 있는데, 이 계단의 경사각은 약 45°이다. 테라스 한 층의 경사각은 약 72°에서 74°까지 다양하다. 북동쪽 계단면의 발치에는 석조 세공된 뱀의 머리가 붙어 있다. 메소아메리카 문명의 건물들은 대부분이 옛 건물 위에 새 건물을 덮어 씌우는 방법으로 만들어졌고, 엘 카스티요도 예외가 아니다. 1930년대 중반 멕시코 정부는 엘 카스티요를 발굴하였는데, 몇 차례의 시행착오를 거친 이후 발굴 조사대는 피라미드 북쪽 면에서 더 연대가 오래된 계단을 발견하였다. 정상의 신전에서 발굴 작업을 실시했을 때에도, 발굴팀은 그 아래에 있던 옛 신전의 유적을 확인할 수 있었다.
엘 카스티요 정상의 신전 내부에는 차크물 조각상이 있고, 재규어 모양의 왕좌가 세워져 있다. 이 왕좌는 붉은색으로 색칠되어 있으며, 옥이 그 사이에 박혀있다. 멕시코 정부는 북부 계단 하부에서 터널을 발굴해 냈으며, 옛 신전의 계단을 통하여 잊혀진 방으로 들어가는 통로를 뚫은 이후 관람객들에게 공개하였다. 다만 2006년에 관리 학회는 훼손을 우려하여 신전 내부를 폐쇄하였다.
춘분과 추분의 늦은 오후에, 피라미드의 북서쪽 모서리에는 삼각형 모양의 그림자들이 생겨나, 이 그림자들이 계단 발치의 뱀머리 조각들과 연결되어 마치 뱀이 신전에서부터 꿈틀거리며 내려오는 것처럼 보이는 효과를 낸다. 몇몇 학자들은 이 것이 마야의 뱀신 쿠쿨칸의 모습을 묘사한다고 주장하기도 한다. 보통 이 효과가 일부러 빛과 그림자를 교묘하게 활용하여 특히 춘분과 추분에 맞추어 나게 했다고 믿어졌지만, 학계에서는 별로 신빙성이 없는 것으로 받아들이고 있다. 이 효과는 춘분과 추분 주변 몇 주에도 충분히 관찰될 뿐만 아니라, 이 효과가 관찰되는 특정한 날짜가 전혀 존재하지 않는다는 것이다.

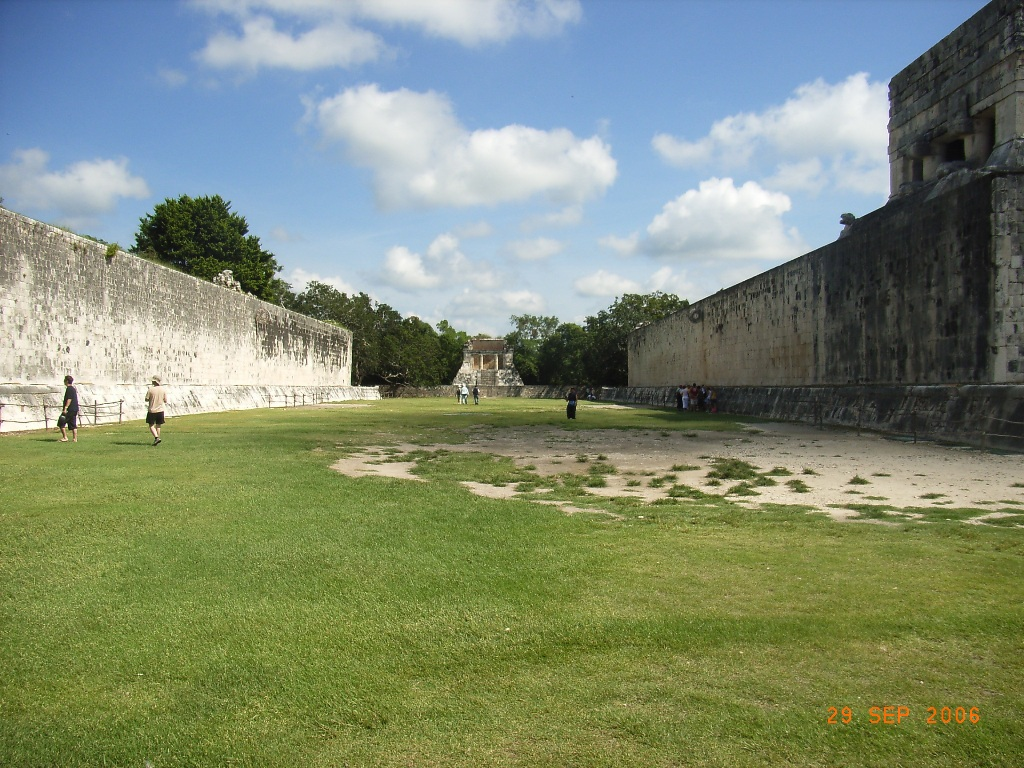
공놀이 경기장

##### 공놀이 경기장
고고학자들은 치첸이트사에서 약 13개에 달하는 공놀이 경기장을 발견했다. 다만 엘 카스티요에서 북서쪽으로 약 150m 떨어진 공놀이 경기장이 가장 거대하고 웅장한 경기장으로 손꼽힌다. 이 경기장의 크기는 세로 70m, 가로 168m에 달한다.
중앙 경기장을 가로막고 있는 2개의 평행한 벽의 길이는 각각 약 95m이다. 이 벽들의 높이는 8m이고, 이 벽들의 중간에는 날개달린 뱀들이 또아리를 틀고 있는 모습이 높이 새겨져 있다. 벽 기단부에는 공놀이 경기 선수들을 묘사한 석조 부조가 조각되어 있다. 한 부조에는 목이 잘린 선수가 묘사되어 있으며, 이 선수의 상처에서 뱀의 형상을 한 피가 뿜어져 나오는 모습이 새겨져 있다. 경기장 북쪽 끝에는 북쪽 신전, 혹은 수염달린 남자의 신전(Temple of Bearded Man)이 있다. 이 조그만 석조 신전은 그 내벽에 매우 자세한 석조 부조가 장식되어 있으며, 그 부조에 뺨에 수염이 달린 남자의 모습이 그려져 있기에 이와 같은 이름이 붙었다. 경기장의 남쪽 끝에는 이보다 훨씬 더 규모가 큰 신전이 하나 더 세워져 있었으나, 현재는 그저 폐허로 남아있다.
동쪽 벽의 안쪽에는 재규어의 신전이 있다. 상부 재규어의 신전은 경기장 전체를 굽어보며, 그 입구에는 깃털달린 뱀을 묘사한 2개의 기둥이 서있다. 신전 내부에는 전쟁의 모습을 다룬 거대한 벽화가 있는데, 대부분이 파괴되어 있다. 하부 재규어의 신전은 경기장 뒤로 입구가 나있는데, 이 안에는 재규어 왕좌가 있다. 이 왕좌는 엘 카스티요 안의 왕좌와 그 모습이 흡사한데, 다만 보존 상태가 더 나쁘고 색이 바랬다는 것이 차이점이다. 신전 밖과 안의 기둥들과 벽 또한 정교한 조각들로 장식되어 있다.

##### 기타 유적

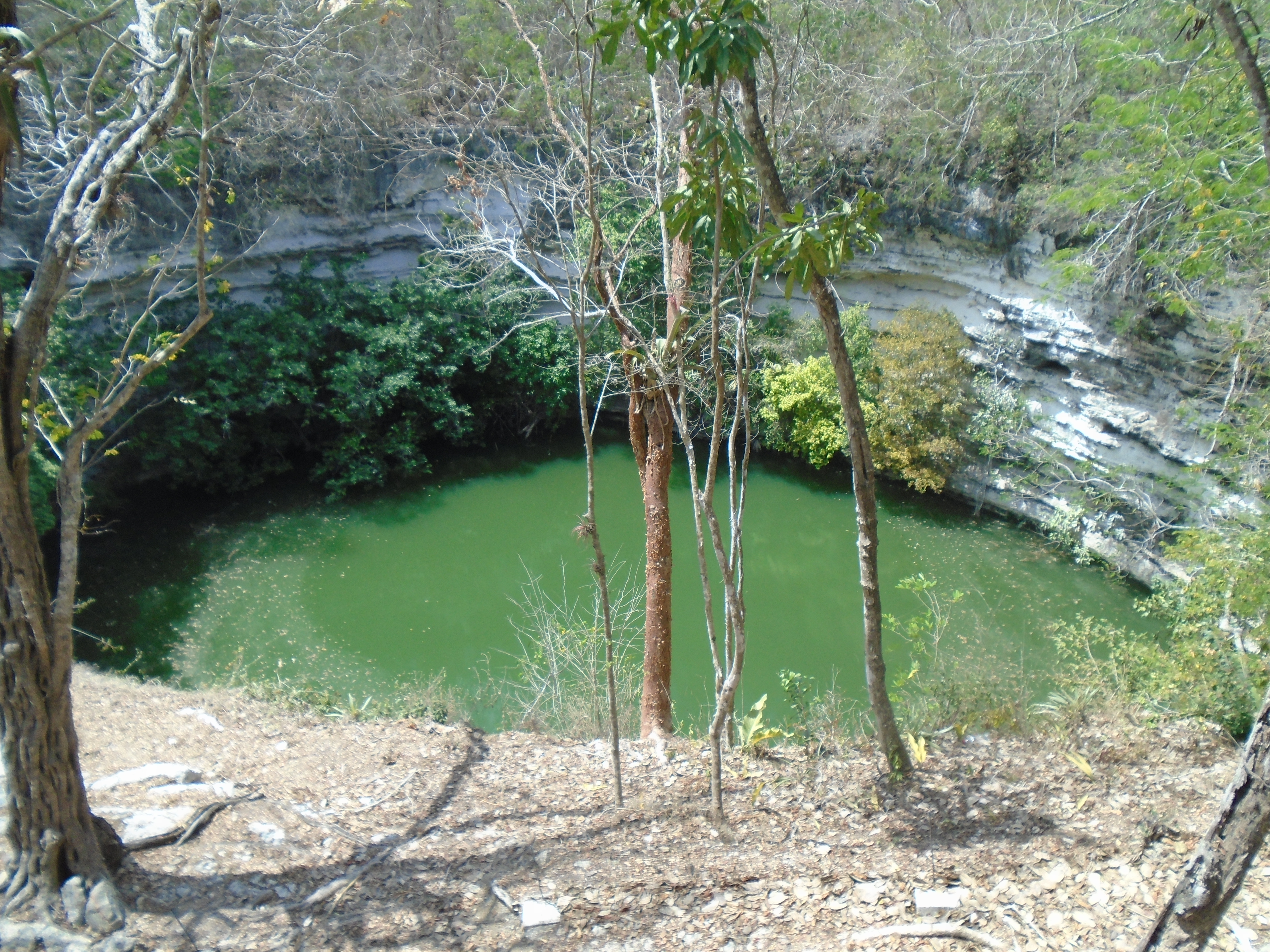
성스러운 샘

쏨판틀리(Tzompantli), 혹은 해골 제단은 해골들이 새겨져 있는 장식벽으로, 멕시코 분지의 문화적 영향을 극명하게 보여준다. 이 곳은 공놀이 경기에서 진 패배 선수들의 목을 잘라 올려놓기도 하고, 경쟁 국가와의 전쟁에서 잡아온 포로들의 목을 잘라 해골을 꿰어 올려놓았던 곳으로, 사람들에게 공포심을 심어주고 지배층에 대한 외경심을 가지도록 하는 효과를 내기 위해 만들어진 것으로 추정된다. 다만 아스텍 제국의 수도 테노치티틀란에서는 해골들을 수평으로 꿰어 전시해놓았던 것과는 달리, 이 곳에서는 해골을 수직으로 꿰어 놓았다고 전해진다.
쏨판틀리의 동쪽 옆에는 독수리와 재규어의 제단(Plataforma de Águilas y Jaguares) 이 있다. 마야식과 톨텍 족의 건축 양식이 혼합되어 지어져 있고, 4면에 각각 1개씩 계단이 만들어져 있다. 제단의 옆면에는 독수리와 재규어들이 사람의 심장을 파먹고 있는 모습을 묘사한 석판이 장식되어 있다. 또한 계단의 맨 위에는 깃털 달린 뱀의 머리가 석상으로 장식되어 있다.
금성의 제단(Platform of Venus)은 금성에게 바쳐진 제단이다. 제단 내부에는 돌로 만든 원뿔 여러 개가 발견되었는데, 이 원뿔의 용도는 밝혀지지 않았다. 이 제단은 엘 카스티요 북쪽에 있으며, 성스러운 샘과 엘 카스티요 사이에 자리하고 있다.
탁자의 신전(Temple of the Tables)은 엘 카스티요 동편에 있는 사원이다. '탁자'라는 이름은 신전 정상에 있는 몇몇 제단들로부터 유래된 것인데, 인간 남성 모양의 조각상들이 판 모양으로 된 제단을 팔로 떠받치고 있는 모습이 마치 탁자와 비슷하다 하여 붙여진 이름이다.
증기 목욕탕(Steam Bath)은 3개의 부분으로 나누어진 독특한 구조의 건물이다. 증기 목욕탕은 대기실, 물 목욕탕, 증기 목욕탕 이 세부분으로 나뉘어 지어졌다. 참고로 증기 목욕탕은 달군 돌에 물을 끼얹어 증기를 내는 방법으로 운영되었던 것으로 추정된다.

제1 보도(Sacbe Number One)는 성스러운 샘으로 연결되는 보도이다. 치첸이트사에서 가장 거대한 석조 보도이며, 이 보도는 길이기 270m이고 그 너비는 대략 9m이다. 금성의 제단에서 약 몇 미터 떨어진 곳에서부터 시작되며, 고고학계의 연구에 따르면 이 주위로 열주들이 나열된 거대한 건물이 있었다고 한다. 

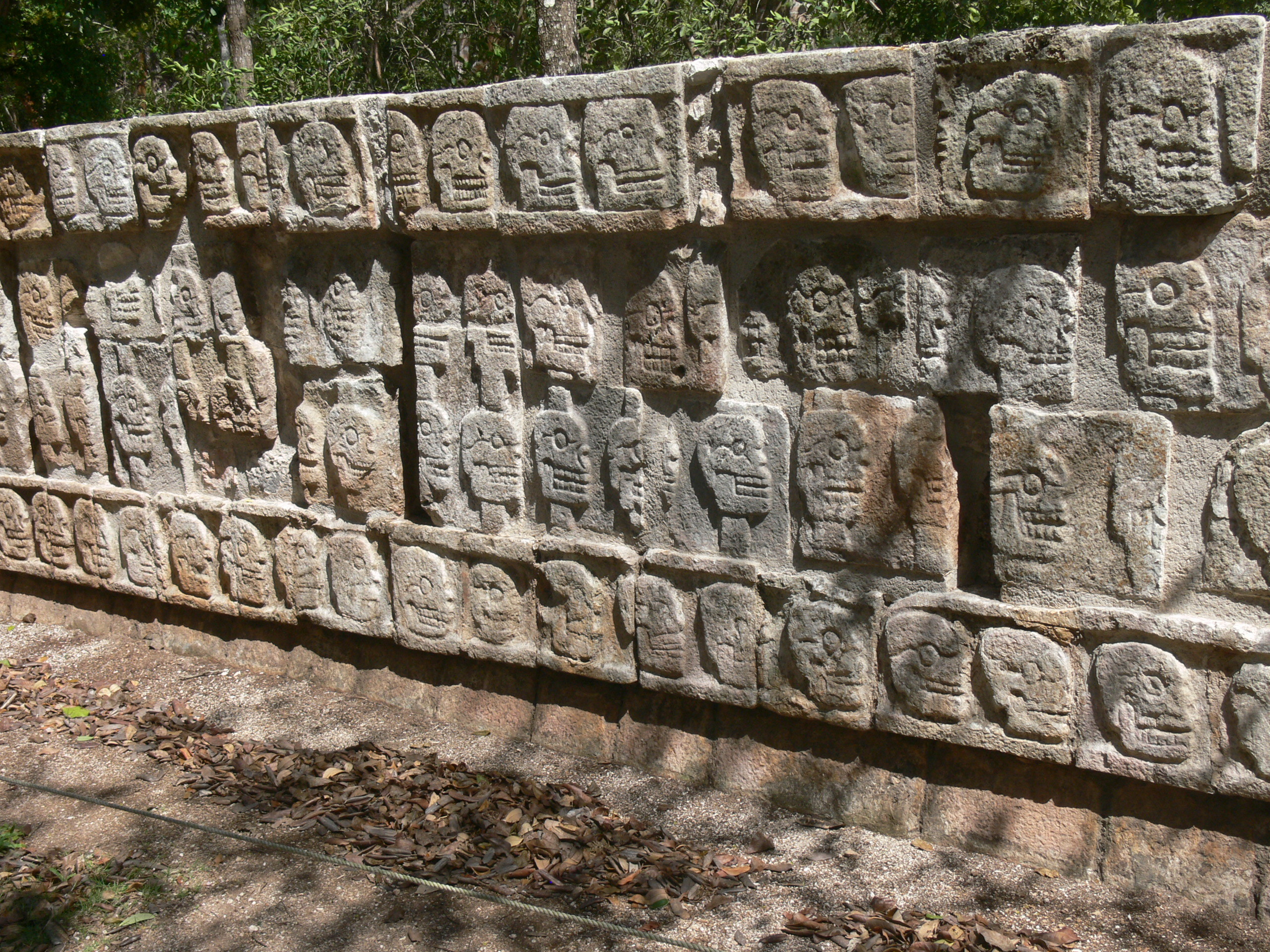
치첸이트사의 쏨판틀리
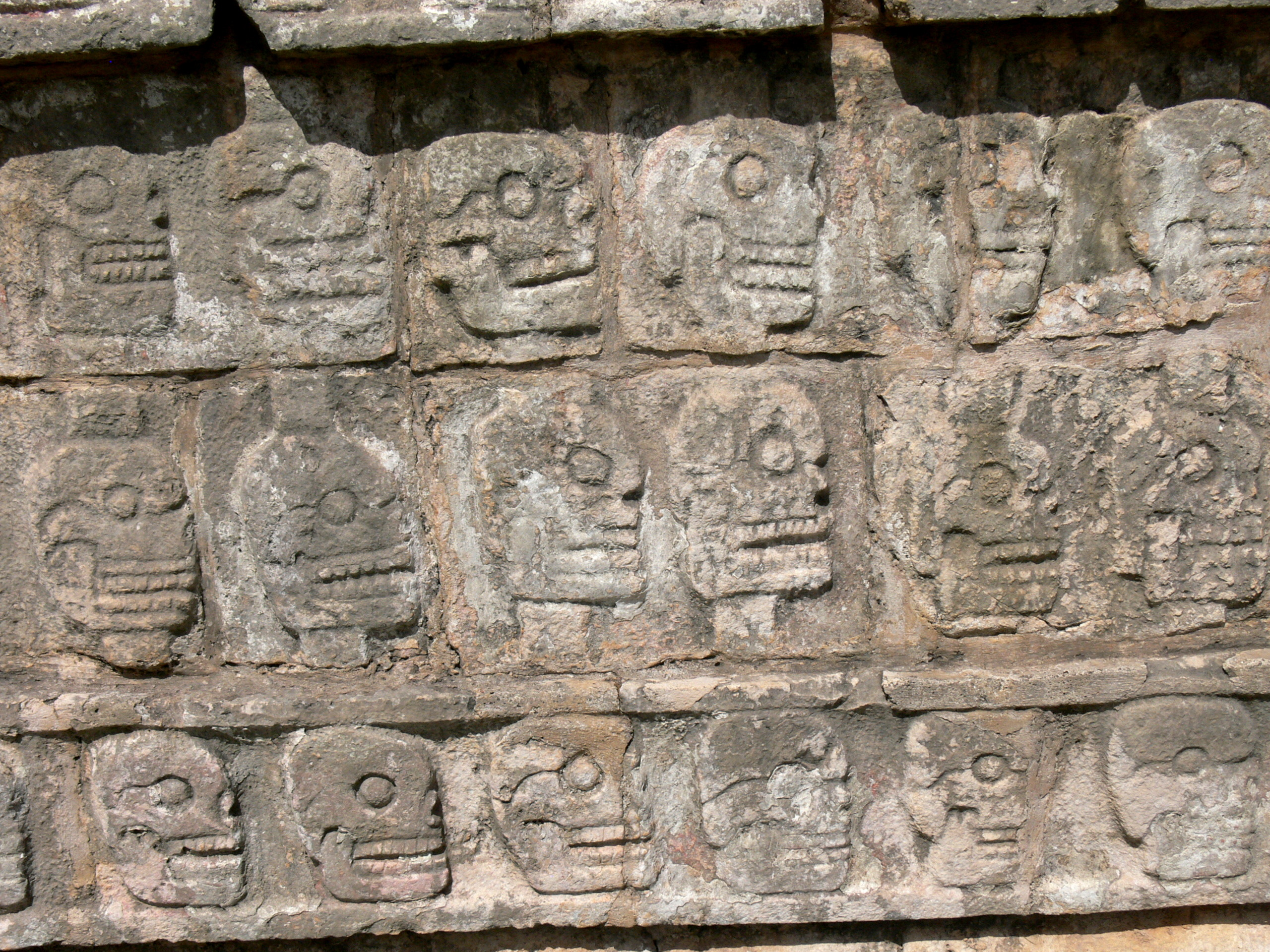
해골 부조
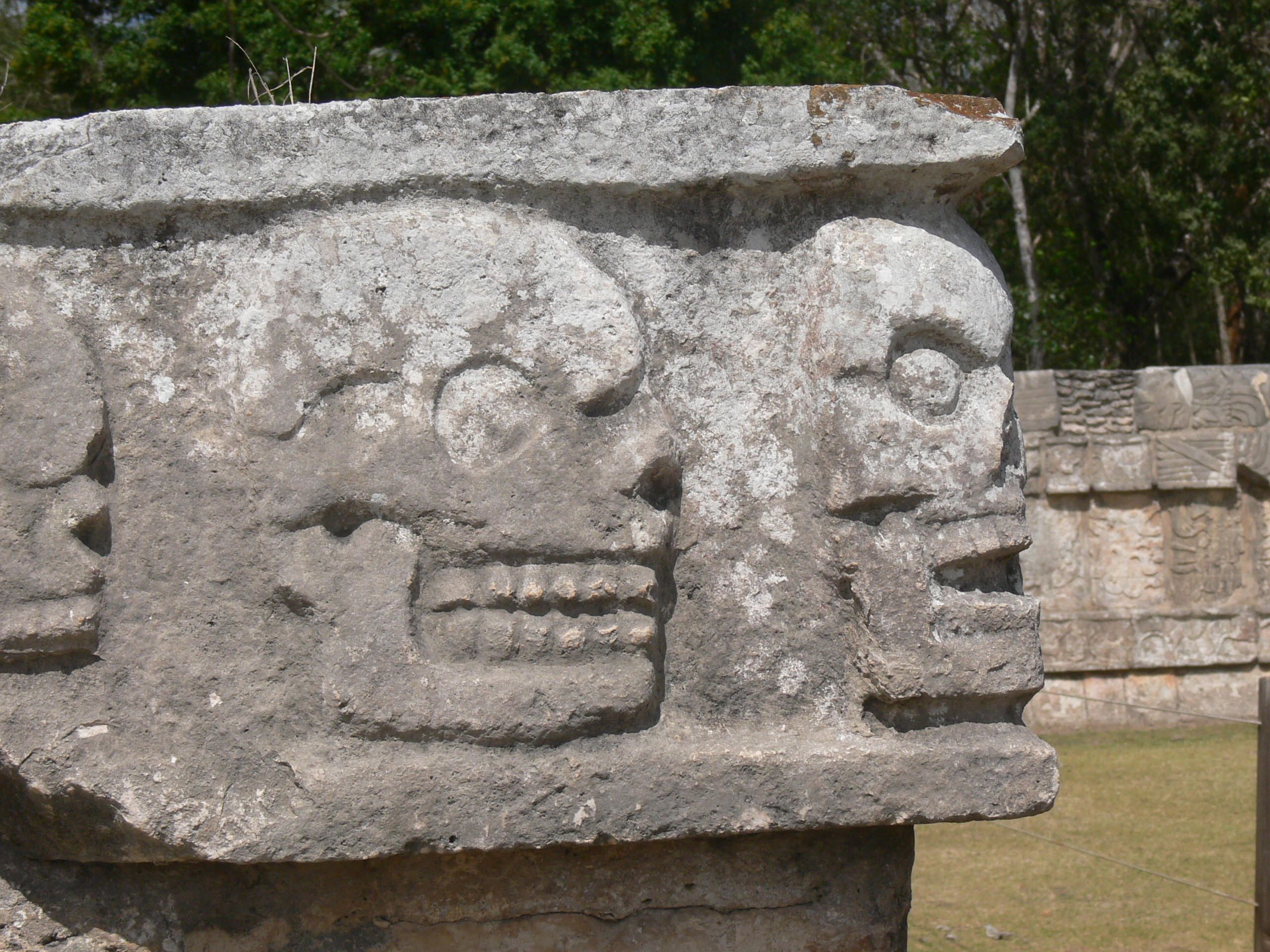
해골

##### 성스러운 샘
유카탄반도는 거대한 석회암 평원이고, 큰 강도 개천도 딱히 없다. 이 때문에 이 지방에서는 물이 고인 싱크홀들이 지극히 많이 발생하며, 이를 세노테라고 부른다. 치첸이트사에도 이러한 세노테들이 몇 개 있는데, 이들 중 가장 대표적이고 중요한 세노테를 바로 세노테 사그라도(Cenote Sagrado), 즉 성스러운 샘이라고 부른다. 이 샘은 그 직경이 약 60m이고, 거대한 수직 암벽으로 둘러싸여 있으며, 이 암벽의 높이는 최고 약 27m에 이른다.
성스러운 샘은 고대부터 마야인들의 성지였다. 가뭄이 들면 이 곳에 제물을 바치고 제사를 지냈으며, 고고학적 연구 결과 샘의 밑바닥에서 수없이 많은 제기용품들과 황금, 옥, 흑요석, 조개 껍데기, 고무, 호화로운 옷 등의 보물들이 발굴된 것이 이러한 사실을 뒷받침한다. 또한 이 곳에서 남녀의 유골 또한 발견되어, 인신공양의 흔적도 찾아볼 수 있다.

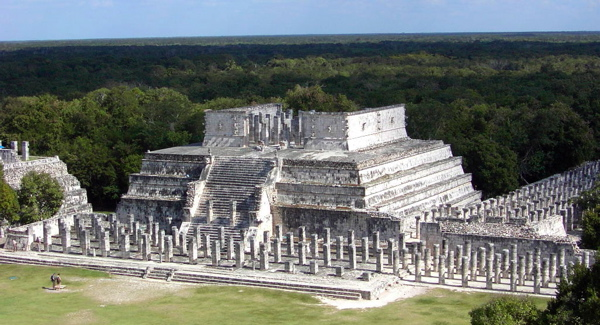
전사의 신전

##### 전사의 신전
전사의 신전은 크게 거대한 계단식 피라미드 1개와 그 앞에 서있는 수많은 전사들을 조각한 기둥들로 이루어져 있다. 이 신전은 톨텍의 수도 툴라에서 발견된 건축 양식과 그 제작 공법이 유사하며, 두 지방 사이의 문화적 교류를 증거한다. 다만 치첸이트사의 신전은 톨텍 족의 것보다 훨씬 더 거대한 규모이며, 신전의 꼭대기에는 차크물이 자리하고 있다. 이 신전 아래에는 '차크물의 신전'이라고 불리는 건축물이 있다. 워싱턴 카네기 재단이 1925년에서 1928년까지 이 신전의 발굴과 복구 작업을 맡았으며, 이후 이 작업에 참여했던 학자 얼 H. 모리스가 이 작업의 내용을 전사의 신전(Temple of the warriors)라는 이름의 책 2권으로 나누어 출판하였다.

##### 1000개 기둥의 신전
전사의 신전 남쪽 벽 앞에는 열주들이 나란히 줄을 잡아 세워져 있다. 치첸이트사의 전성기 때에는 이 위에 거대한 지붕이 올라가 있었을 것으로 추정되며, 기둥들은 크게 세 부분으로 나누어진다. 서쪽 부분은 전사의 신전에서부터 내려져 오는 것이고, 북쪽 부분도 전사의 신전에서 이어진 것으로, 전사들의 모습을 새긴 석주들로 구성되어 있다. 북동쪽 부분은 전사의 신전 앞에 있던 조그만 신전의 폐허로 추정되는데, 사람들과 신들, 동물과 뱀의 모습을 묘사한 석판들로 장식되어 있으며, 빗물을 약 40m 떨어진 세노테(싱크홀)로 보내는 배수용 수로 또한 있다.
1000개 기둥의 신전 남쪽에는 3개의 소규모 폐허 유적들이 있다. 그 중 첫째로 '조각된 기둥들의 신전'은 조그맣고 우아한 건축물인데, 갤러리를 통하여 내부 복도를 따라 차크물이 모셔져 있는 제단 내부로 들어갈 수 있다. 이 신전에는 40개의 인상을 조각한 풍부하게 조각된 석조 부조들이 장식되어 있다. 두 번째 건물은 '작은 탁자의 신전'이 있는데, 이는 복구 작업이 이루어지지 않아 거의 둔덕에 가깝다. '톰슨의 신전'은 재규어와 마야의 신들이 새겨진 프레이제가 있는 2층짜리 소규모 건물이다.

##### 엘 메카도
이 유적은 전사들의 신전의 남쪽 끝에 자리잡고 있다. 이 곳에는 판석들이 깔려있고 거대한 광장이 탁 트여있기에 고고학자들이 용도를 시장으로 추정했기에 이러한 이름이 붙었으나, 현재 고고학계에서는 시장보다는 종교적인 용도로 사용했을 가능성을 더 높게 치고 있다.

#### 오사리오 그룹

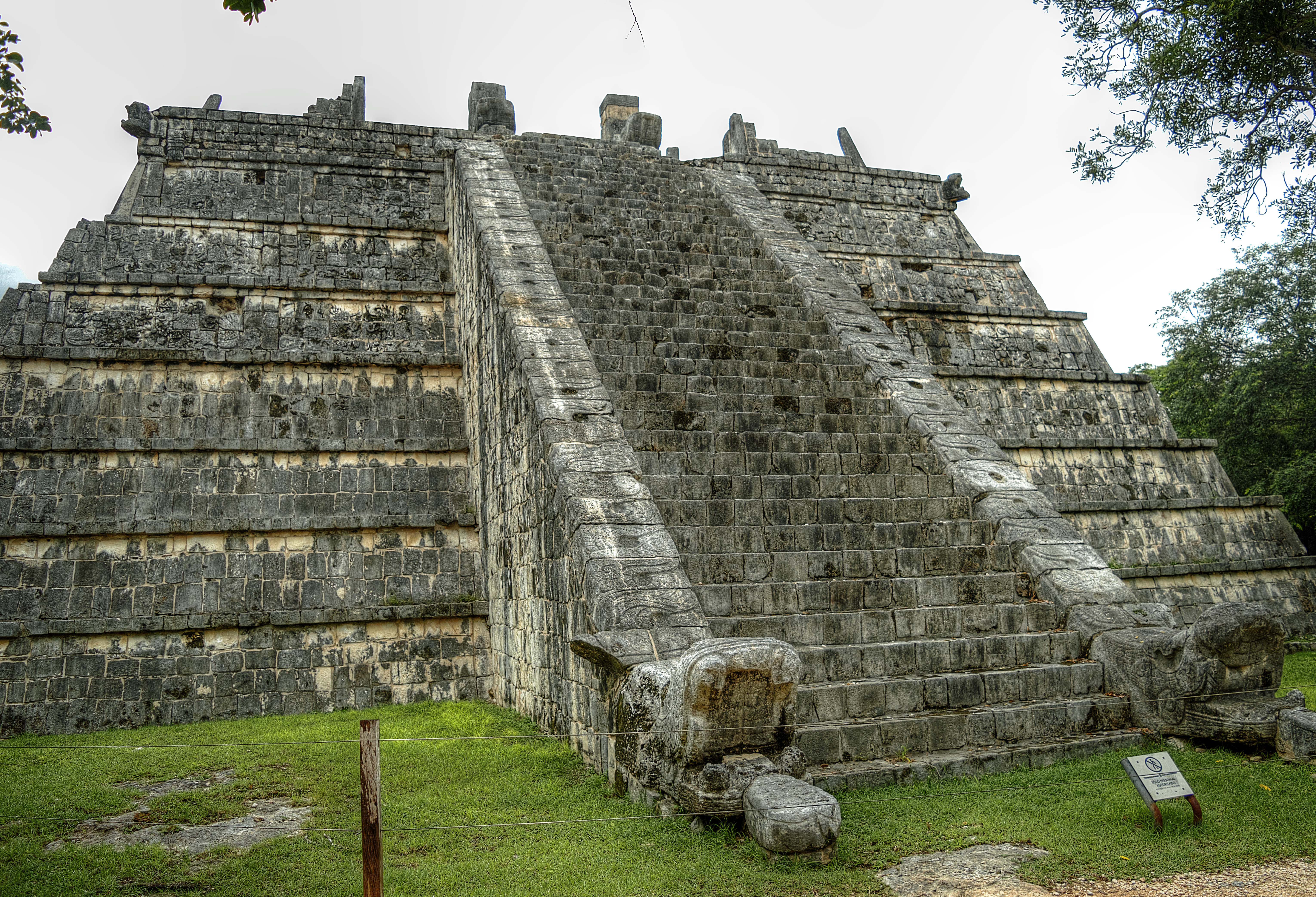
오사리오

##### 오사리오
오사리오는 엘 카스티요와 비슷하게 오사리오 그룹의 핵심 건축물인 계단식 피라미드이다. 다만 엘 카스티요보다는 그 크기가 작다. 4면에 모두 계단들이 세워져 있으며, 꼭대기에는 신전이 있다. 다만 엘 카스티요와는 다르게 정상 한가운데에 입구가 뚫려있어 약 12m 지하에 존재하는 피라미드 내부의 자연 형성 동굴 속으로 들어갈 수 있도록 설계되어 있다. 또한 계단의 하단부에는 뱀의 머리 장식이 위압적인 모습으로 돌로 만들어져 있다. 에드워드 톰슨이 이 동굴을 조사했고, 몇몇 해골들과 옥구슬을 찾아냈다. 이후 그는 이 피라미드를 권력자들의 무덤이었다고 짐작하고, '대사제의 신전'이라고 이름붙였다. 하지만 현대 고고학자들은 이 곳이 무덤이라는 것도, 대사제가 소유한 건물이었다는 것도 모두 부정적으로 본다.

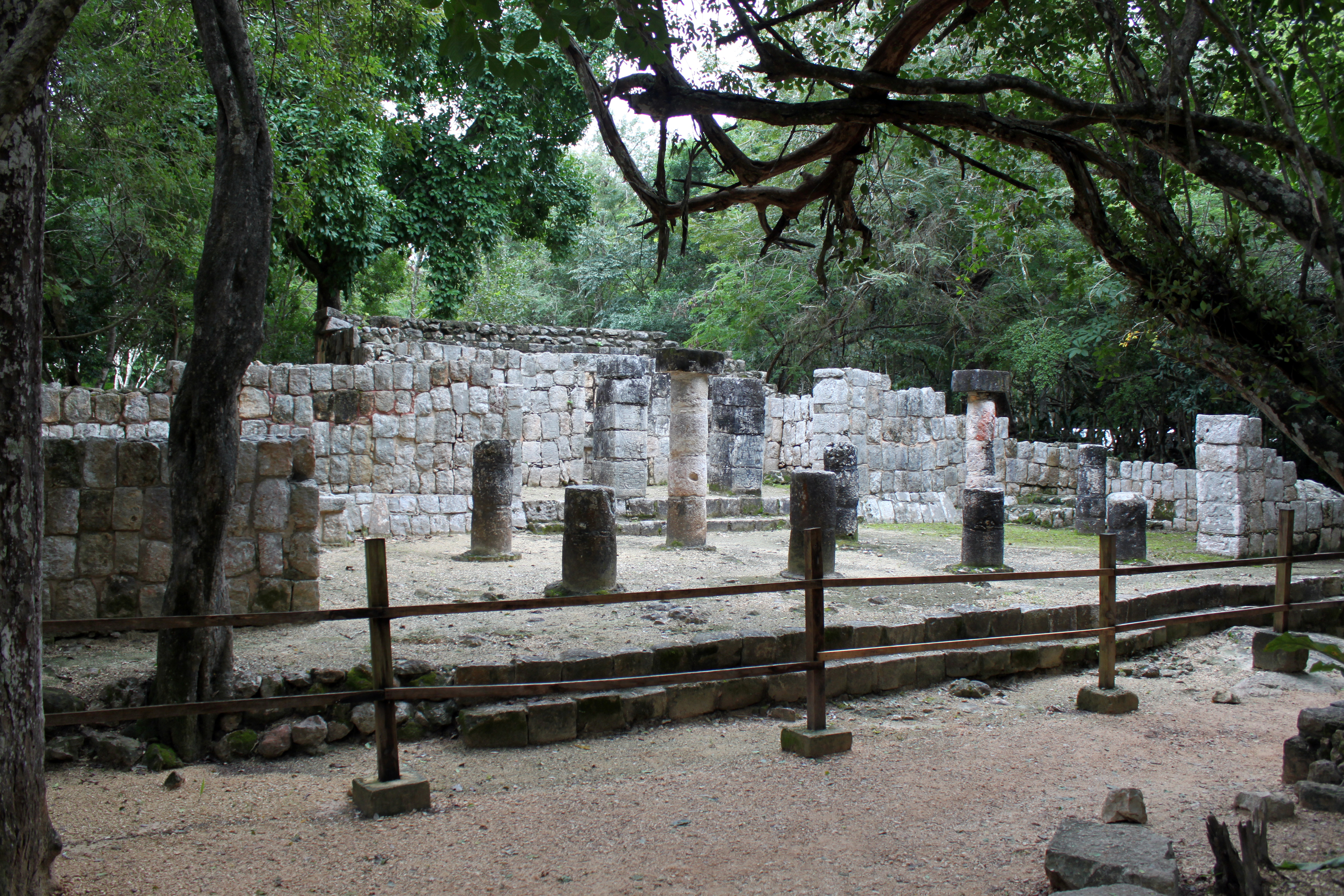
츠톨록 신전

##### 츠톨록 신전
츠톨록 신전은 오사리오 그룹 내에서 상대적으로 최근에 복원된 건축물이다. 치첸이트사의 여타 세노테들을 굽어보는 위치에 자리하며, 이구아나를 뜻하는 마야어 '츠톨록'에서 어원을 따왔다. 이 신전 내부에는 사람들과 동물들, 식물들을 묘사한 석판들이 들어있다. 츠톨록 신전과 오사리오 사이에는 금성의 제단(대 북부 권역의 금성의 제단과 그 형식이 유사하다), 무덤의 제단, 이름붙여지지 않은 원형 제단 등이 있다. 이 세 제단들은 오사리오에서 일정하게 줄을 지어 떨어져 건설되었으며, 벽으로 타 권역들과 구분되어 있다. 이 벽에는 석조 보도가 통과하는 입구가 나있는데, 이 보도는 약 몇 백 미터 정도 이어진 후 츠톨록 신전에서 끝난다.

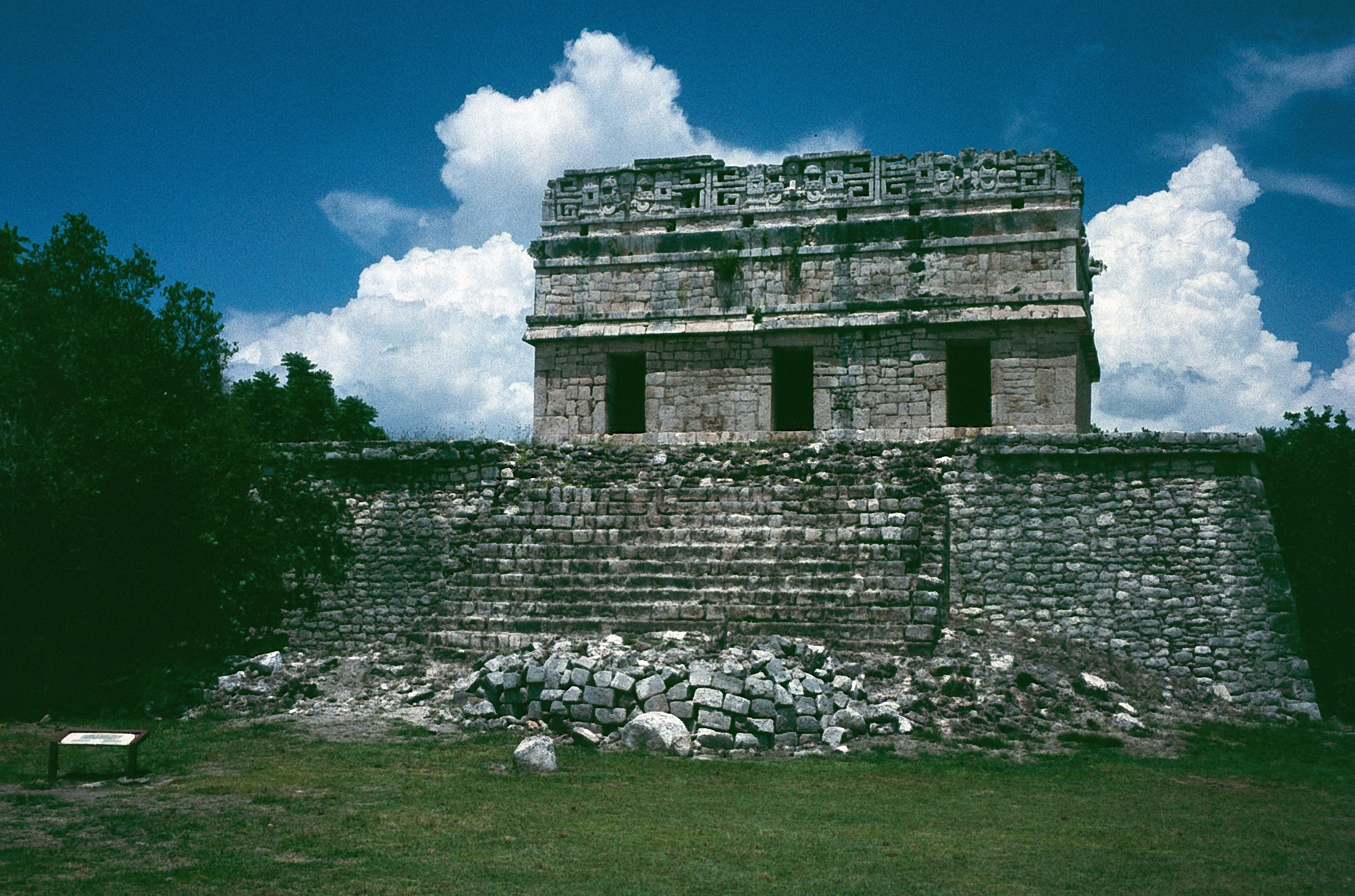
카사 콜로라다

##### 카사 콜로라다
오사리오 그룹의 남쪽 방면에는 치첸이트사 전체에서 가장 오래된 건물군들이 있는데, 이를 '붉은 집', 즉 카사 콜로라다라고 한다. 카사 콜로라다 부근은 치첸이트사에서 가장 잘 보존된 구역들 중 하나인데, 마야식 이름은 치찬촙(Chichanchob)이라고 한다. 멕시코 국립 학회에 의하면 이는 '작은 구멍들'을 의미한다고 한다. 카사 콜로라다의 한 방 안에는 거대한 상형문자 부조가 새겨져 있는데, 특히 치첸이트사와 인근 도시인 에크 발람의 지도자를 묘사한 벽화가 있다. 이 벽화의 연대는 약 869년까지 거슬러 올라가는데, 치첸이트사 전체에서 가장 오래된 유적이라는 것이다. 2009년에 INAH는 카사 콜로라다 뒷편에 위치한 작은 공놀이 경기장을 복원했다.
카사 콜로라다는 상대적으로 극히 양호한 보존상태를 보이고 있는 데 반해, 비슷한 위치에 있는 다른 건물들은 한 건물을 제외하고는 거의 돌무더기 수준이다. 한 건물은 '사슴의 집(Casa del Venado)'라 불리는데, 거의 반파되었다. 이 이름은 마야 원주민들부터 내려져 오는 이름인데, 한 학설에 의하면 지금은 사라진, 이 건물에 그려져 있던 사슴 벽화에서 이름을 따왔다고 전해진다.

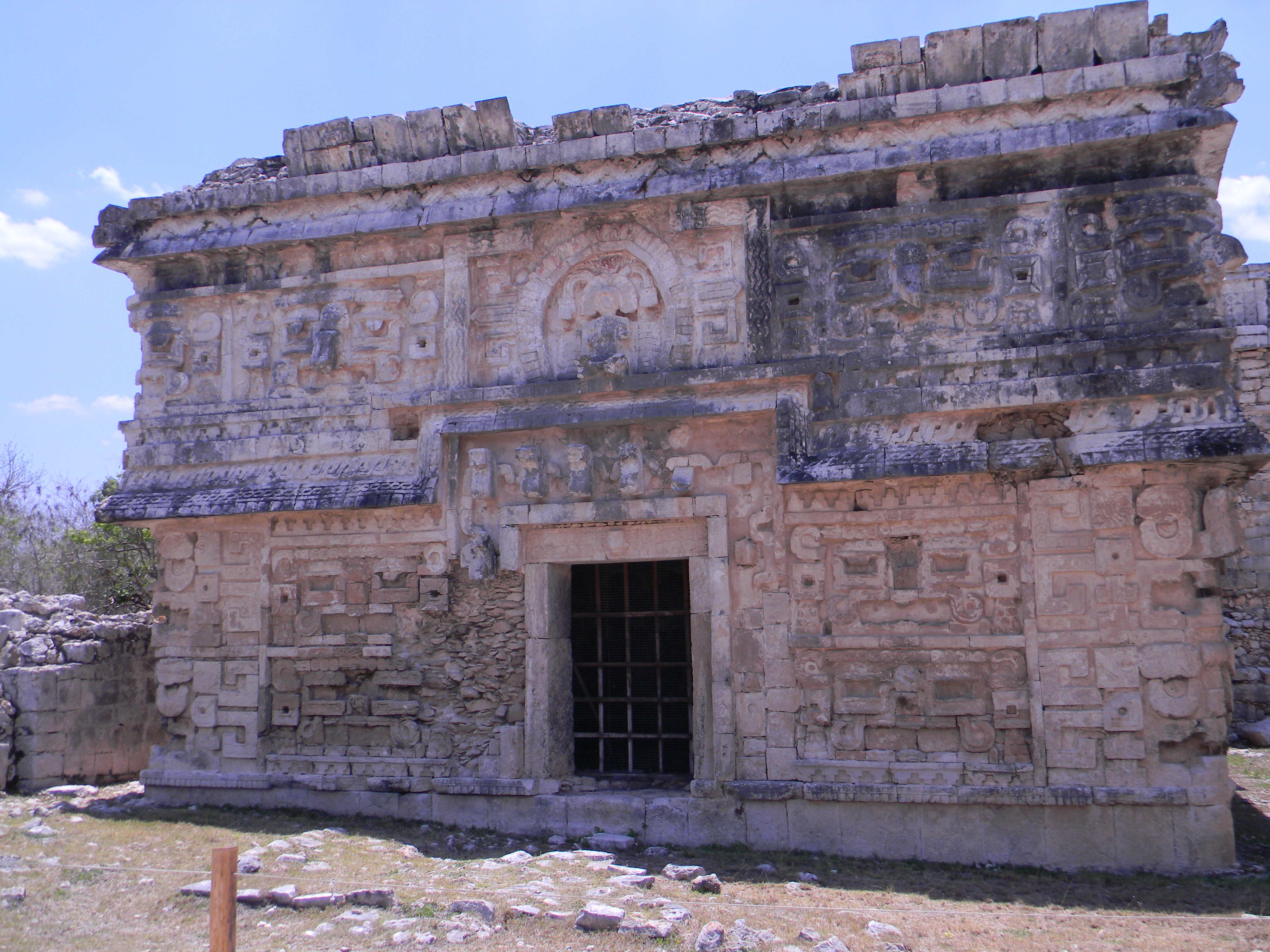
라스 몬자스

#### 중앙 유적군
라스 몬자스는 치첸이트사에서 가장 인상적인 건물들 가운데 하나이다. 이 건물은 마야 고전시대 말기에 지어졌는데, 푹 양식으로 지어져 있다. 스페인어로 라스 몬자스(Las Monjas)는 수녀원을 의미하지만, 실제로 이 곳의 용도는 왕궁이었다. 이 남쪽에는 작은 사원(흔히 라 이글레시아(La Igelsia)로 알려져 있다.)이 자리하는데, 이 안에는 정교한 마스크들이 장식되어 있다.
라스 몬자스 건물군은 마야 고전시대 후기에서 말기까지의 연대에 지어졌다.

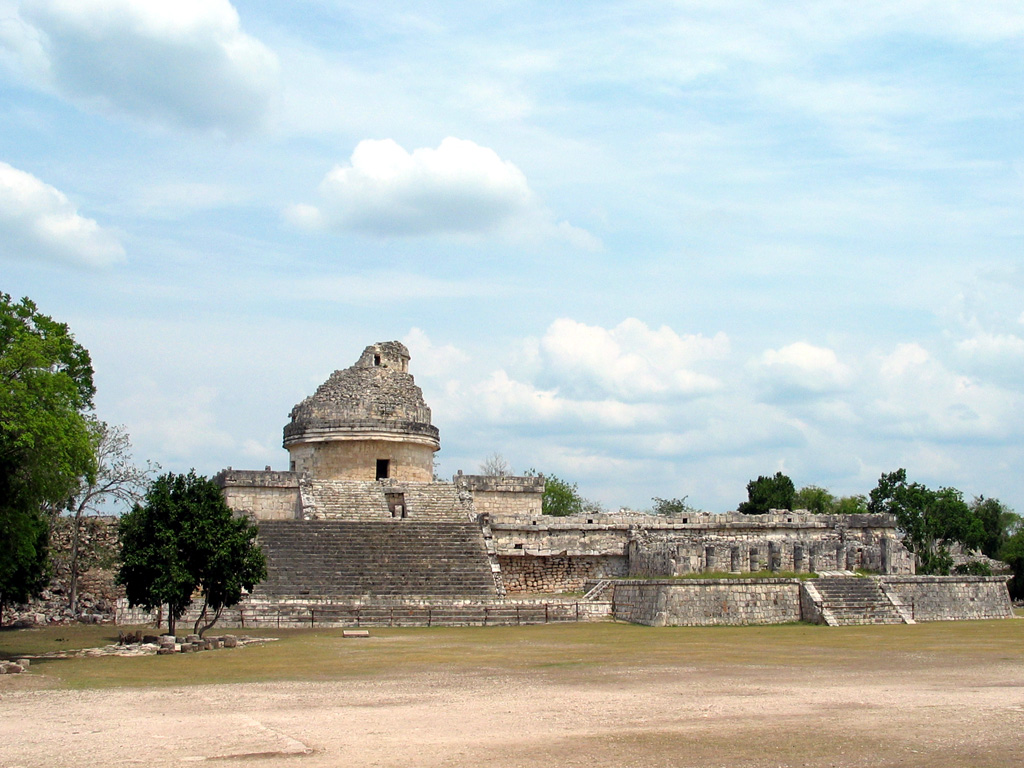
엘 카라콜 - 천문대

##### 엘 카라콜
엘 카라콜은 라스 몬자스의 북쪽에 위치한다. 흔히 천문대라는 이름으로 잘 알려져 있기도 하다. 엘 카라콜은 거대한 사각형 모양 받침대에 올라간 원통형 건물인데, 스페인어로 '달팽이'라는 이름을 얻게 된 연유는 건물 안에 나선형 계단이 만들어져 있기 때문이다. 사각형 받침대와 원통형 건물이라는 독특한 조합은 학자들이 이 건물의 용도가 아마도 하늘을 관측하는 천문대일 것이라고 짐작하게 하는 원인이 되었고, 또한 창문들이 천문에 맞추어 지어져 있는 점 또한 이 같은 가설을 뒷받침한다. 특히 금성이 하늘을 가로지르는 모습을 잘 관측할 수 있다는 점도 독특하다.

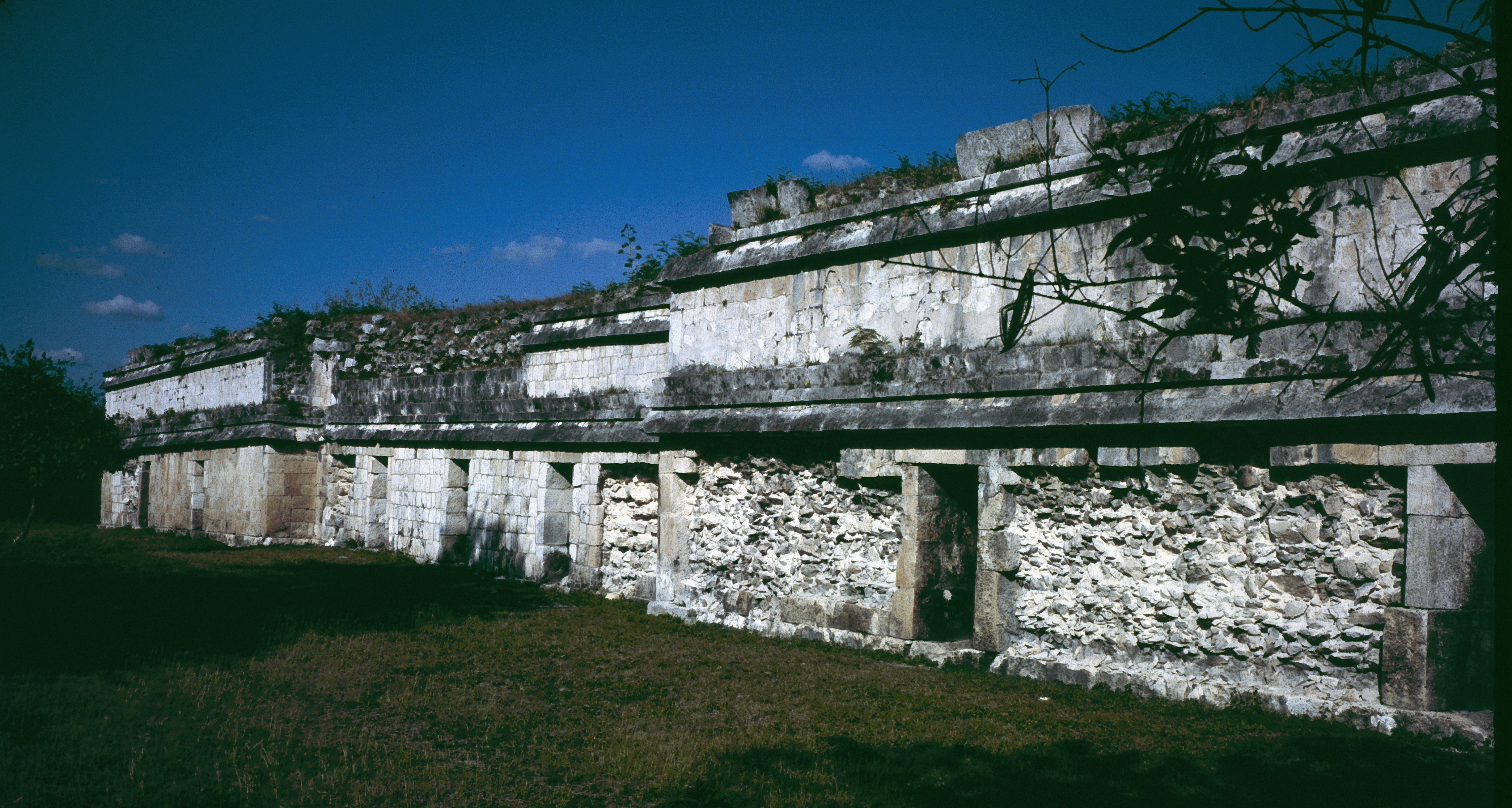
아캅 디집

##### 아캅 디집
아캅 디집은 카라콜 동편에 자리한다. 아캅 디집이라는 이름은 마야어로 '어두운 글자들'이라는 뜻인데, 이 때 '어두운'이라는 어휘는 크게 '신비로운'이라는 뜻과 비슷하다. 카사 콜로라다의 상형문자에서 추정한 결과 이 건물의 원 이름은 '와왁 푸 악 나'인데, 마야어로는 '수많은 방을 가지고 있는 평평한 건물'이라는 뜻이라고 한다. 이 곳은 치첸이트사의 왕의 거주지이기도 했다.
INAH는 아캅 디집의 복구 작업을 2007년 완료했다. 아캅 디집은 높이가 약 6m, 길이가 약 50m, 너비가 약 15m이다. 서쪽을 바라보고 있는 파사드에는 총 7개의 문이 있으며, 동쪽 파사드에는 위로 올라가는 계단이 있기 때문에 문이 4개밖에 없다. 사람들이 거주했을 당시에는 동쪽이 정면이었을 것이 틀림없으며, 현재는 완전히 말라버린 깊은 세노테 속을 굽어볼 수 있는 위치였을 것으로 짐작된다.
건물의 남쪽 끝에는 한개의 통로가 있다. 문을 통해 들어가면 방 1개가 나오고, 그 방의 반대편에는 또다른 통로가 있는데, 천장에 화려한 상형문자들이 새겨져 있다. 아마도 이 곳에 새겨져 있는 상형문자들 때문에 '아캅 디집'이라는 이름을 얻었을 것으로 보인다. 천장 아래의 벽과 통로에도 수없이 많은 상형문자들과 인물들이 새겨져 있으며, 한 곳에는 손자국도 있다.

#### 구 치첸
구 치첸 권역은 치첸이트사의 중앙, 남부 권역을 통칭하는데, 이 곳에는 푹 지방의 건축 양식으로 지어진 건물들이 모여 있다. 이 곳에는 초기 마야 유적들, 남근 신전, 거북 신전, 올빼미 신전, 원숭이 신전 등이 있다.

#### 기타 건축물
치첸이트사는 약 5제곱킬로미터 면적에 대부분의 석조 건물들이 빽빽하게 몰려있고, 나머지 주변부에 몇몇 기타 건물들이 띄엄띄엄 흩어져있는 구조이다.

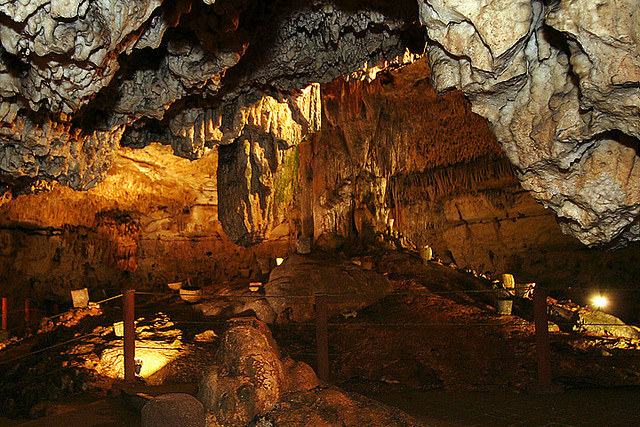
발란칸체 동굴

#### 발란칸체 동굴
치첸이트사 유적지에서 남쪽으로 대략 4km 아래에는 발란칸체 동굴이 있다. 이 동굴은 고대부터 신성시되어 왔으며, 타 유적지보다 스페인에 의한 훼손이 경미했기에, 아직도 안에 들어가면 고대 시대의 원주민들이 세워놓은 조각상들과 제단들이 그대로 찾아볼 수 있다.
동굴의 위치 자체는 근대에도 잘 알려져 있었다. 에드워드 톰슨은 이 곳을 1905년에 방문했고, 1932년과 1936년에도 다른 발굴단이 이 곳을 조사했다. 이후 이 곳에서는 가벽과 그 뒤에 있는 비밀 동굴들이 나왔으며, 이 안에서는 수많은 조각상들과 제단들이 전혀 훼손되지 않은 상태로 모셔져 있었다. 멕시코 정부는 이 곳을 정리 조사한 이후 지하 박물관으로 만들어 관광객들에게 공개하였다.

## 주요 건물
- 전사의 신전
- 엘 카스티요
- 천문대
- 라스 몬자스
- 오사리오
- 성스러운 샘

## 사진

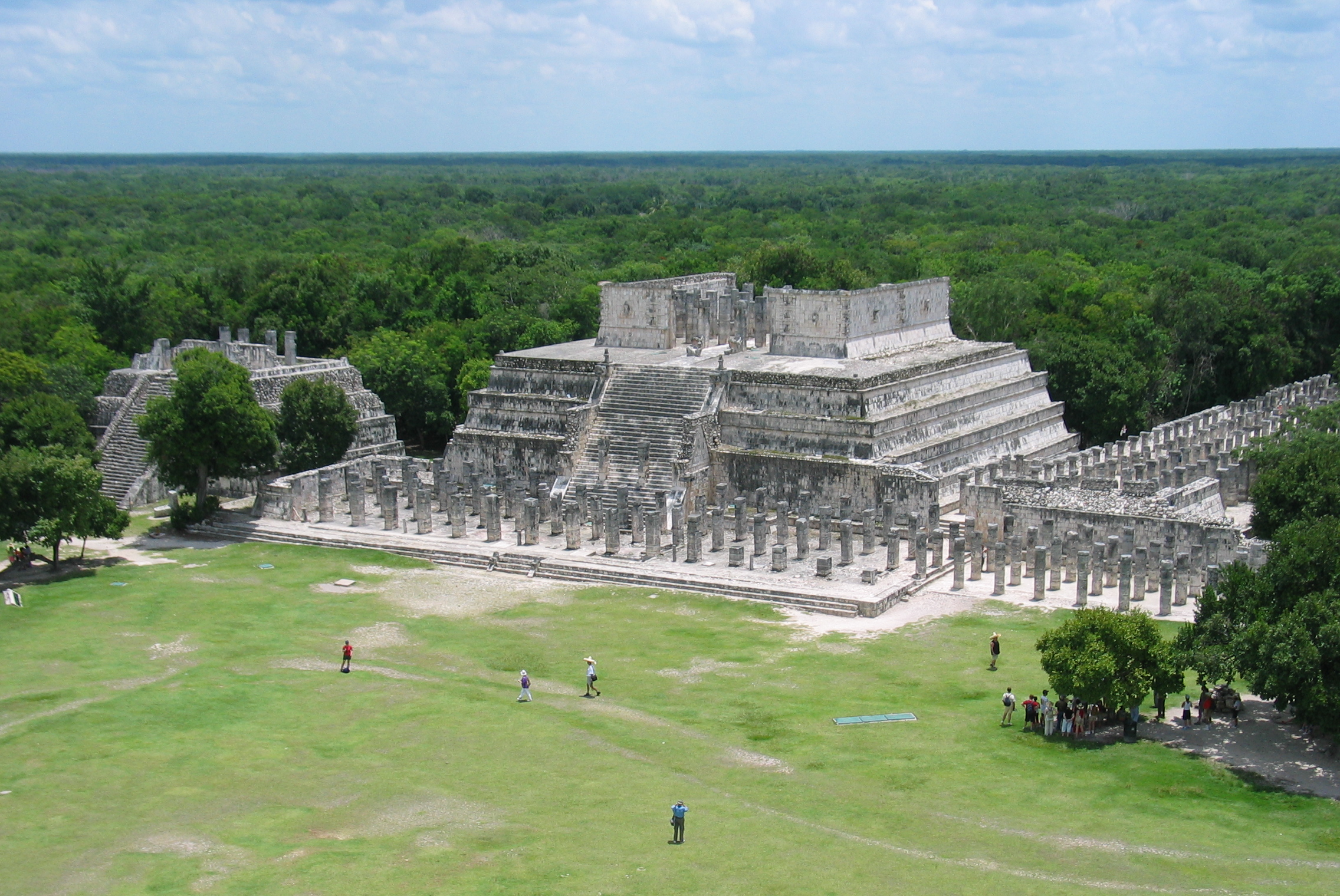
전사의 신전
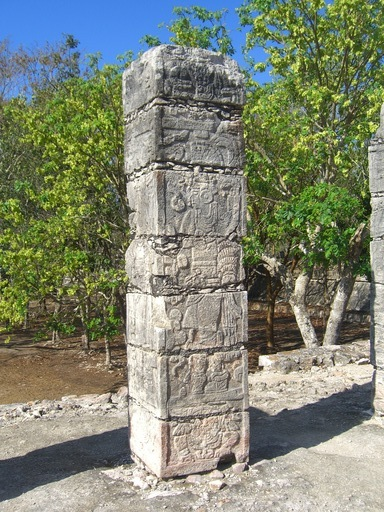
전사의 신전
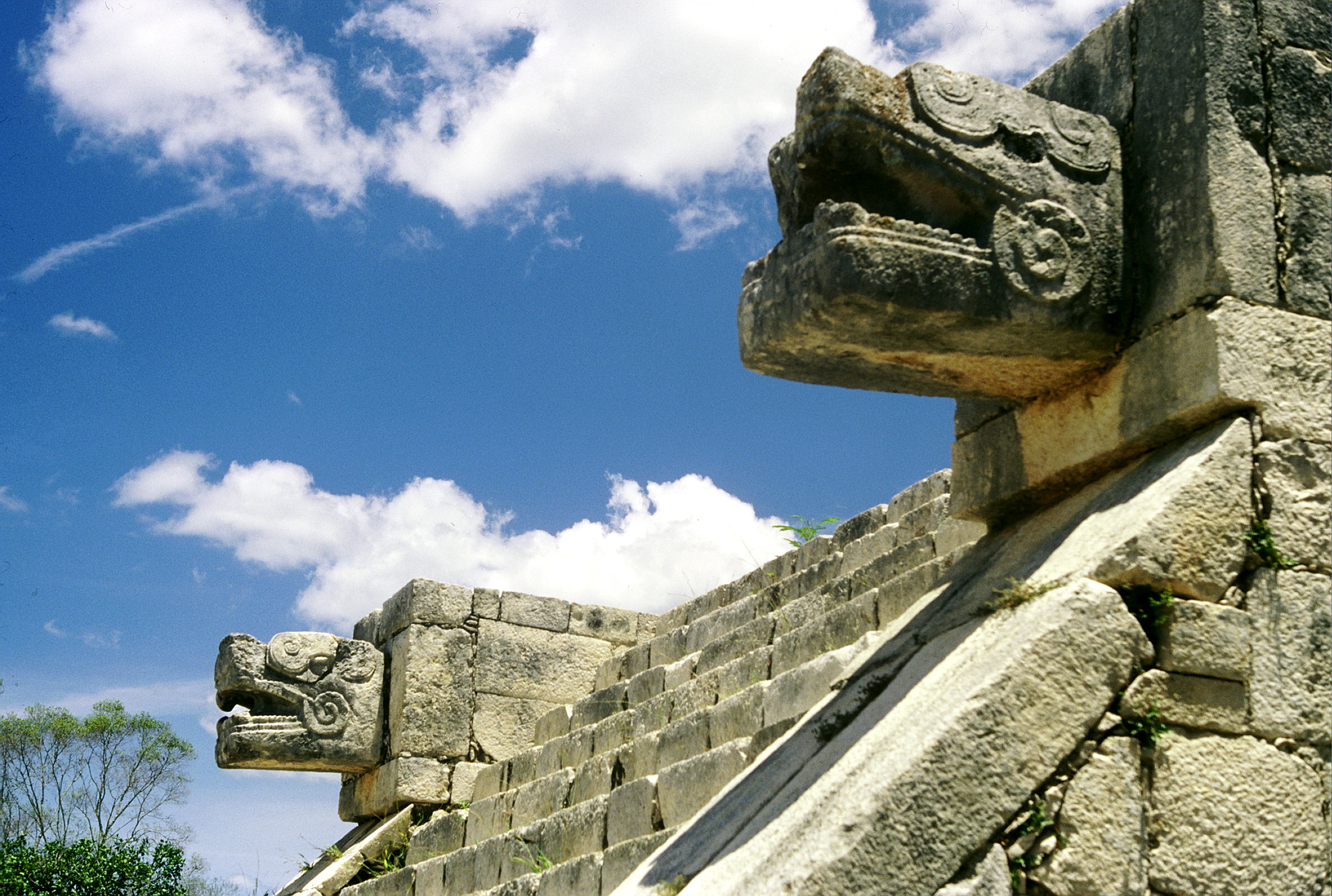
전사의 신전
엘 카스티요
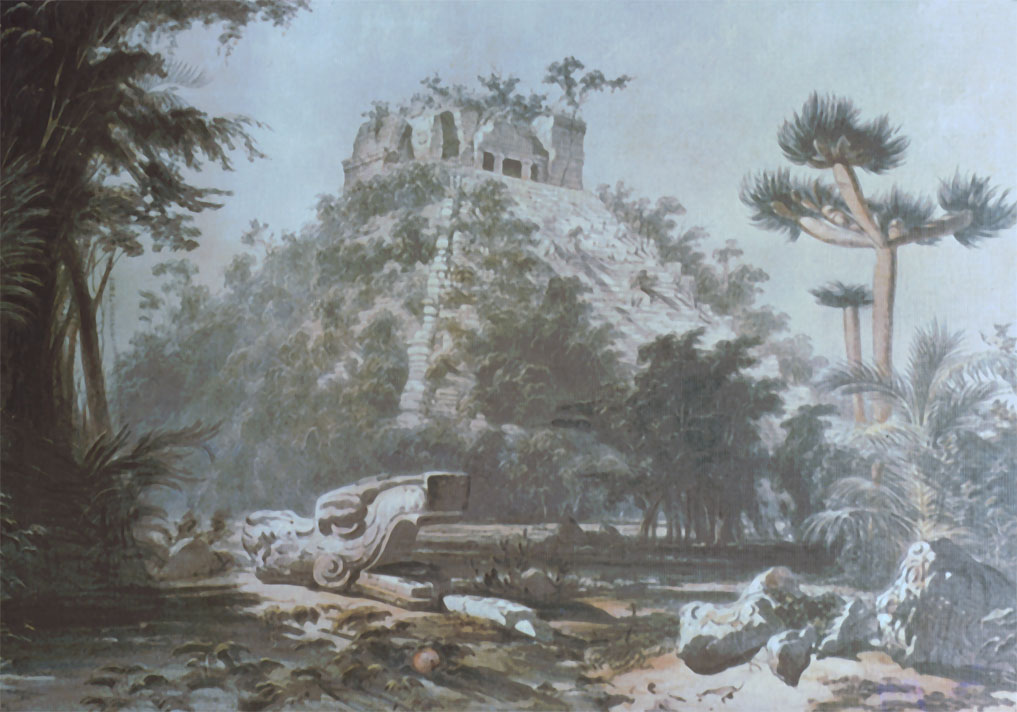
유럽 탐험가들의 삽화 - 엘 카스티요의 옛모습
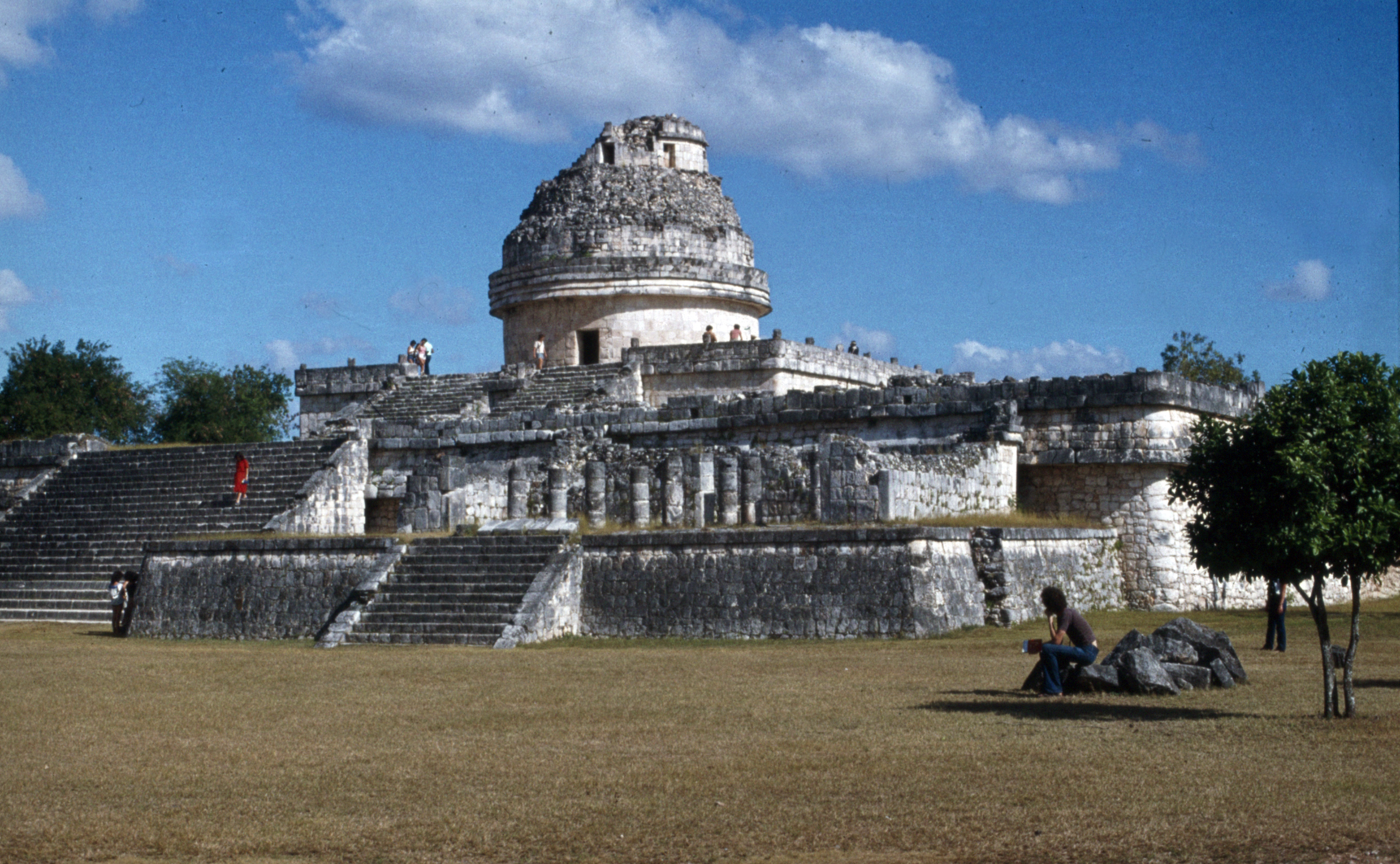
천문대
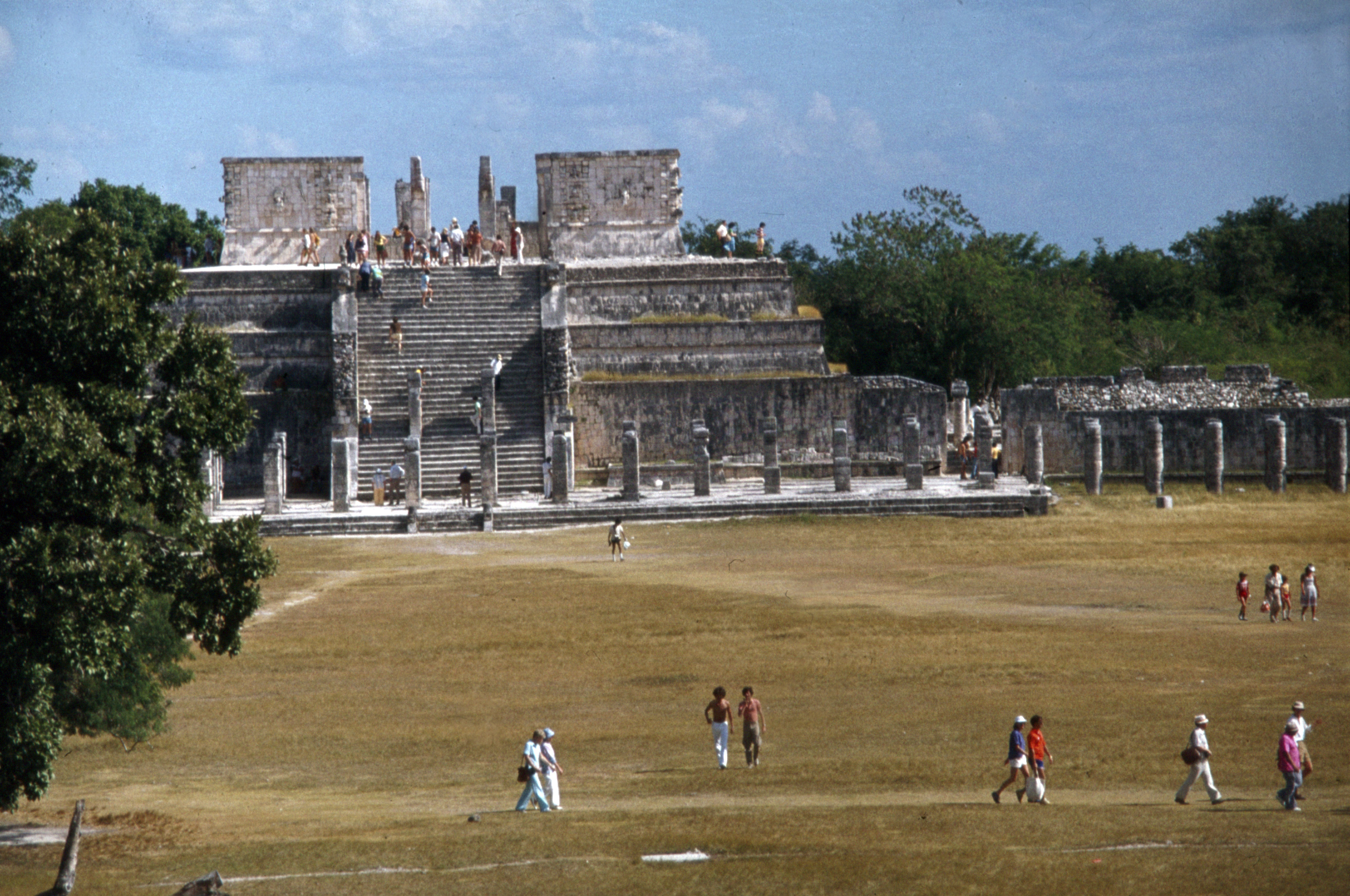

## 같이 보기
- 티칼